# Deuteronomium
Das Deuteronomium (abgekürzt Dtn) ist das fünfte Buch des Pentateuch. Dewarim oder Devarim (hebräisch דְּבָרִים ‚Worte‘) ist der Name des Deuteronomiums in jüdisch-hebräischen Bibelausgaben. In den meisten evangelischen Bibelübersetzungen wird es als Fünftes Buch Mose bezeichnet.
Der Inhalt des Buches ist der letzte Tag im Leben seiner Hauptperson Mose. Mose verbringt diesen Tag mit Reden an das versammelte Volk Israel, das sich auf die Überquerung des Jordan und die Eroberung des von seinem Gott JHWH verheißenen Landes vorbereitet. Mose wird daran nicht mehr beteiligt sein, seine Reden werden ihn von nun an gewissermaßen vertreten. Diese Abschiedsreden beziehen sich auf Themen, die innerhalb des Pentateuch bereits in den Büchern Exodus (besonders Kapitel 20–23: Bundesbuch) und Levitikus (besonders Kapitel 17–26: Heiligkeitsgesetz) vorkommen. Am Ende des Deuteronomiums stirbt Mose.
Typisch für das Deuteronomium ist die Verbindung von Gesetzestexten und argumentierenden, werbenden oder warnenden Ausführungen des Mose (Paränese). Diese Mahnrede legt sich wie ein Rahmen als Prolog und Epilog um die juristischen Stoffe, die den Kern des Deuteronomiums (Kapitel 12 bis 26) bilden. In diesem zentralen juristischen Teil tritt Mose als Sprecher in den Hintergrund.
Die stofflichen Übereinstimmungen mit Bundesbuch und Heiligkeitsgesetz werden mehrheitlich so erklärt, dass das Deuteronomium einen Kommentar zum Bundesbuch darstellt, das Heiligkeitsgesetz dagegen das Deuteronomium kommentiert. Das Deuteronomium enthält eine Neuerung, die auch im altorientalischen Kontext sehr ungewöhnlich ist: Es fordert ein Zentralheiligtum für JHWH anstelle vieler Lokalheiligtümer. Diese Kultzentralisation entspricht der Einheit JHWHs, die im Schma Jisrael proklamiert wird. Die Zehn Gebote sind dem Bundesbuch wie den Gesetzen des Deuteronomiums programmatisch vorangestellt. Diese Positionierung ist wohl als Leseanweisung gemeint, das Bundesbuch im Licht des Deuteronomiums zu verstehen.
Für die älteren Teile des Deuteronomiums wird eine Entstehung in Jerusalem (8. bis 6. Jahrhundert v. Chr.) vermutet. Die Verfasser setzen sich mit neuassyrischer Politik und deren ideologischer Begründung auseinander. Die eigentliche Ausarbeitung des Textes erfolgte aber nach Meinung vieler Exegeten etwas später, in exilischer und frühnachexilischer Zeit. Nun wurde die im Deuteronomium vorausgesetzte Situation zur Deutung der eigenen Existenz wichtig: außerhalb des Landes Israel ein künftiges Wohnen in diesem Land zu imaginieren und sich lernend in die Gebote zu vertiefen, die dann gelten sollen.

## Devarim – Deuteronomium – Fünftes Buch Mose
Beim hebräischen Buchtitel handelt es sich um eine Benennung nach den Anfangsworten (Incipit). Sie lauten: „Dies sind die Worte …“, אֵלֶּה הַדְּבָרִים ʾElleh haddevarim, dies wurde verkürzt zu hebräisch דְּבָרִים Devarim „Worte“.
In Alexandria übersetzten jüdische Gelehrte im 3. Jahrhundert v. Chr. das Buch in die Verkehrssprache des östlichen Mittelmeerraums, die Koine genannte hellenistische Form des Altgriechischen. Dabei blieben sie eng an der hebräischen Vorlage. Ihre Übersetzung entstand im Kontext der Übersetzung der gesamten fünf Bücher der Tora ins Griechische, nach Meinung der meisten Fachleute nach dem Buch Exodus. Ob sie zeitlich vor Levitikus und Numeri anzusetzen ist, bleibt allerdings unsicher. Der Buchtitel lautet Δευτερονόμιον Deuteronómion, deutsch ‚Wiederholung des Gesetzes‘. Er soll den Inhalt des Buchs charakterisieren. Die Formulierung findet sich im Deuteronomium selbst: Die Übersetzer nahmen eine leichte Sinnveränderung in 17,18  vor. Im hebräischen Text geht es um die Anfertigung einer Kopie der Weisung, im griechischen Text dagegen um eine Kopie eines Textes, der „zweites Gesetz“, Deuteronómion, heißt. Damit meinten die alexandrinischen Gelehrten sehr wahrscheinlich das 5. Buch Mose, so Karin Finsterbusch. In der rabbinischen Literatur wird der gleichbedeutende Ausdruck מִשְׁנֵה תּוֹרָה Mishneh Torah manchmal für das Buch Deuteronomium gebraucht.
Von der Septuaginta übernahmen die Übersetzer der Vulgata den Buchtitel: Deuteronomium. Diese latinisierte Schreibweise ist in der wissenschaftlichen Literatur vorherrschend.
Die im evangelischen Raum übliche Bezeichnung Fünftes Buch Mose steht ebenfalls in einer Tradition, die bis in die Antike zurückreicht. Bereits Flavius Josephus bezeichnete im 1. Jahrhundert n. Chr. die Tora als die „fünf Bücher Mose“.

## Sprache
Das Deuteronomium ist ein Prosatext. Er ist weniger zum stillen Lesen als zum Vortrag gedacht, wobei er durch rhetorische Mittel die Hörer beeindruckt: Weit gespannte Satzperioden, in Sprechzeilen gegliedert und mit Assonanzen geschmückt, erzeugen einen wogenden Rhythmus. Einerseits wird im Deuteronomium argumentiert und um die Zustimmung des Hörers geworben, andererseits hat das Buch ein pädagogisches Interesse. Leitworte und wiederkehrende Formulierungen prägen religiöse Inhalte ein bzw. rufen sie in Erinnerung. Diese „rhetorische Kunstprosa“ zeichnet sich durch einen hohen Wiedererkennungswert aus. Der hebräische Text des Deuteronomiums hat eine besondere ästhetische Qualität. So heißt es in der Encyclopedia Judaica: „Der Stil des Deuteronomiums zeichnet sich aus durch seine Einfachheit, Flüssigkeit und Klarheit und ist wiedererkennbar durch seinen Sprachgebrauch und besonders durch seinen rhetorischen Charakter.“

## Verfasser, Entstehungszeit und -ort
Das Deuteronomium gibt sich ein archaisches Aussehen, indem alte geographische und ethnische Bezeichnungen und Namen vorzeitlicher Riesen und legendarischer Völker verwendet werden. Doch es gibt Textsignale dafür, dass die Verfasser mit zeitlichem Abstand zu den dargestellten Ereignissen schreiben. Um etwa formulieren zu können: „Nie wieder erstand in Israel ein Prophet wie Mose“ (Dtn 34,10 ), musste man von einer langen Reihe von Propheten nach Mose Kenntnis haben. Darum wird eine Abfassung in der vorstaatlichen Zeit, sei es durch Mose oder durch Schreiber in seinem Umfeld, in der historisch-kritischen Forschung kaum vertreten.
Man nimmt an, dass das Buch jünger ist und auch nicht in einem Zug niedergeschrieben wurde. Der Text war quasi lebendig, veränderte sich im Lauf der Jahrhunderte, bis er schließlich eine verbindliche Fassung annahm. Nun wurde er zum Schlussteil eines größeren Werks, des Pentateuch, umgearbeitet. So sehr das Deuteronomium in seiner langen Entstehungsgeschichte ein selbständiges Werk war (diachrone Betrachtung), so sehr gilt auch: Als jetzt vorliegender Endtext ist es das nicht mehr, sondern Abschluss des Pentateuch (synchrone Betrachtung).
Das Zeitfenster für die Entstehung des Deuteronomiums lässt sich so bestimmen:
- Zum ersten Mal wird das Deuteronomium für viele Exegeten in der Spätphase des Südreichs Juda erkennbar.[17] Nacheinander regierten hier die Könige Hiskija, Manasse, Amon und Joschija. Im letzten Viertel des 8. Jahrhunderts v. Chr. nahm die staatliche Administration und damit verbunden die Schreiberausbildung in Jerusalem einen Aufschwung. Ostraka belegen diese zunehmende Schriftlichkeit.[18] Damit ist eine Voraussetzung für die Abfassung eines Gesetzbuchs gegeben.
- Ein weiterer Hinweis auf die Datierung ist die Erwähnung von Astralkulten (Dtn 4,19 EU; Dtn 17,3 EU), die nur hier im Pentateuch thematisiert werden. Wahrscheinlich wurden Astralkulte durch aramäisch-assyrischen Einfluss im 8. Jahrhundert v. Chr. in Juda attraktiv.[19]
- Die älteste bekannte Pentateuchhandschrift ist 4Q17; sie wurde etwa 250 v. Chr. geschrieben. Davon ausgehend nimmt man an, dass der Pentateuch spätestens etwa 350 v. Chr. zusammengestellt wurde. Die im Deuteronomium enthaltenen Texte sind folglich älter.[20]

### Religiöse Veränderungen zur Zeit Hiskijas
Nach dem Ende des Nordreichs Israel 722/720 v. Chr. erlebte das Südreich Juda eine Zeit der Blüte und der territorialen Ausdehnung. Hiskija rechnete aber mit einem bevorstehenden Angriff der Neuassyrer auf Jerusalem und traf Sicherungsmaßnahmen. Die Schiloach-Inschrift ist ein epigraphischer Beleg für diese Kriegsvorbereitungen, denn es geht hierbei um die Wasserversorgung Jerusalems im Fall der Belagerung.

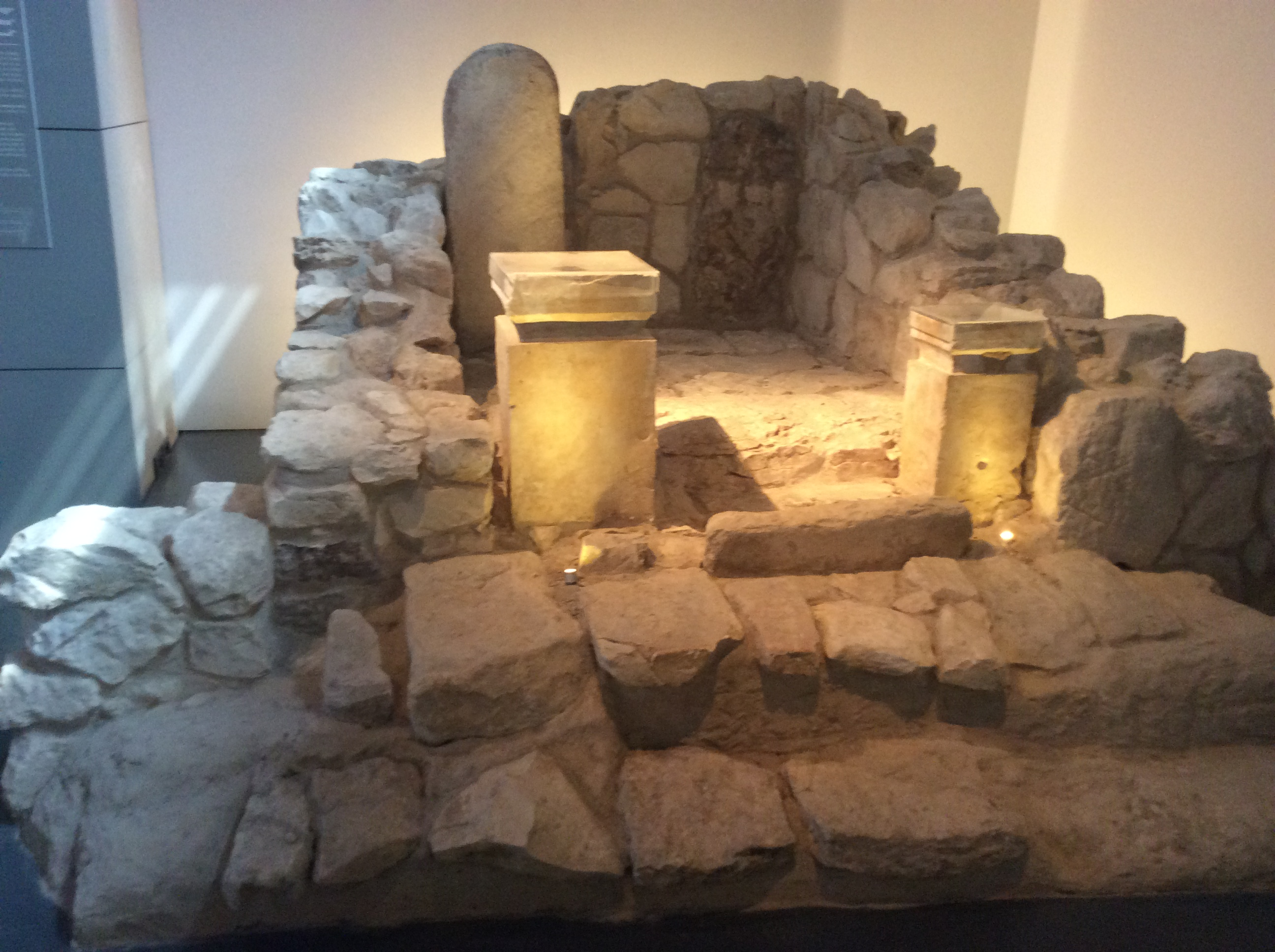
Das lokale JHWH-Heiligtum von Tel Arad mit einer Mazzebe im Hintergrund, davor zwei Räucheraltäre (Israel-Museum)

Israelische Archäologen sehen Hinweise auf kultische Veränderungen im Reich Juda bereits in der Regierungszeit Hiskijas. Ze’ev Herzog führt die Aufgabe der JHWH-Heiligtümer von Tel Arad und Tell Be’er Scheva auf die Religionspolitik dieses Königs zurück, was allerdings von Nadav Na’aman in Frage gestellt wird. Die Heiligtümer wurden nicht einfach zerstört (schließlich waren es JHWH-Heiligtümer), sondern quasi respektvoll geschlossen – so die Vertreter dieses Szenarios. Kultzentralisation ist ein zentrales Anliegen des Deuteronomiums. Eine solche Maßnahme war für die ländliche Bevölkerung zweifellos verstörend, auch wenn sie in einem zu dieser Zeit verfassten „Ur-Deuteronomium“ nachträglich legitimiert wurde. Georg Braulik versucht, die Kultzentralisation mit den Kriegsvorbereitungen Hiskijas zu verbinden: Der König siedelte die Landbevölkerung zu ihrem Schutz in befestigte Städte um. Dazu musste die Bindung der Menschen an die Lokalheiligtümer ihrer Großfamilien aufgelöst werden.
Hiskijas Kriegsvorbereitungen waren berechtigt. Im Rahmen einer Strafexpedition zerstörte der assyrische König Sanherib mehrere Städte in der Schefela, darunter Lachisch III, und begann mit der Belagerung Jerusalems (2 Kön 18,17 ), die er aber aus unbekannten Gründen abbrach – für die Bibel ein von JHWH gewirktes Wunder. Hiskija schickte dem abziehenden Assyrerkönig seinen Tribut hinterher (2 Kön 18,14–16 , bestätigt durch assyrische Quellen) und nahm das Südreich Juda damit aus dem Visier künftiger assyrischer Angriffe.

### Manasses Vasalleneid

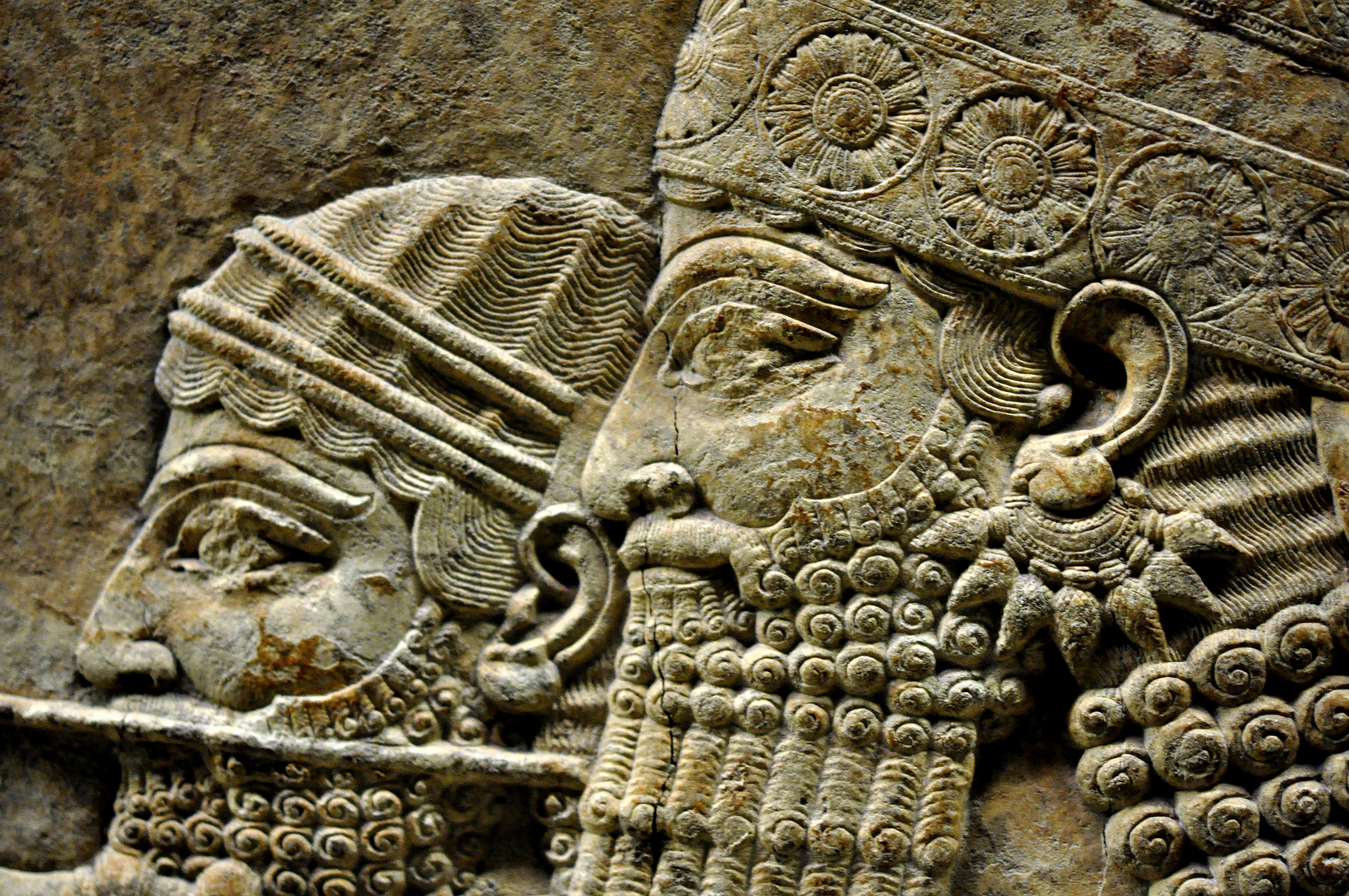
Assurbanipal und ein Mitglied seines Gefolges (British Museum)

Der von der Bibel negativ gewertete König Manasse verhielt sich als treuer Vasall der Neuassyrer, was den Untertanen während seiner langen Regierung (694–640 v. Chr.) eine stabile und prosperierende Zeit bescherte.
Der assyrische König Asarhaddon ließ 672 einen Text verfassen, mit dem seine Vasallen auf die von ihm gewünschten Thronfolger verpflichtet wurden: Assurbanipal auf dem Thron Assurs und Šamaš-šuma-ukin auf dem Thron Babylons. Der Text, auf Keilschrifttafeln niedergelegt, wurde assyrisch als adê („Treueid“) bezeichnet. Britische Archäologen fanden 1955 über 350 Fragmente dieser Tafeln im Nabu-Tempel von Nimrud. Bei der Erstveröffentlichung 1958 interpretierte man adê als „Vasallenvertrag“, daher die Bezeichnung The Vassal-treaties of Esarheddon, abgekürzt VTE. Die Ähnlichkeit der bei Untreue angedrohten Flüche mit den Flüchen in Dtn 28 war auffällig. Aber erst 1995 konnte Hans Ulrich Steymans nachweisen, dass die Ähnlichkeiten nicht auf einer altorientalischen Tradition des Drohens und Fluchens beruhen, sondern dass Dtn 28 von den VTE literarisch abhängig ist. Ein Beispiel (Übersetzungen nach Steymans):
- „Mögen alle Götter … euren Boden wie (aus) Eisen machen! Nichts möge daraus aufgehen! Wie es vom Himmel aus Bronze nicht regnet, so mögen Regen und Tau auf eure Felder und eure Fluren nicht kommen! Statt Regen … möge es Kohlen auf eurer Land regnen!“ (VTE § 63, Zeile 526–§ 64, Zeile 533)
- „Und es wird dein Himmel, der über deinem Kopf (ist), Bronze, und die Erde, die unter dir ist, Eisen. JHWH gebe (als) Regen (für) deine Erde Staub und Asche, vom Himmel komme er herab auf dich bis zu deiner Ausrottung.“ (Dtn 28,23–24 EU)

Exemplare der VTE wurden bisher nur in Tempeln gefunden, wo sie von den Vasallenkönigen anscheinend wie Götterbilder verehrt wurden. Man kann daher annehmen, dass auch König Manasse von Juda sein Exemplar im JHWH-Tempel von Jerusalem aufstellte. So wurde der Text in der Jerusalemer Oberschicht bekannt. Der Grundbestand von Dtn 28,20–44  ist nach Steymans Analyse bald nach 672 geschrieben worden, wobei zu bedenken ist, dass Ninive ab 612 in Trümmern lag und der Text der assyrischen Treueide das Ende des Neuassyrischen Reichs wohl nicht sehr lange überlebte.
Eckart Otto weist auf eine weitere Parallele hin. Schon ein „übles, schlechtes, unpassendes Wort, das für Assurbanipal … nicht angemessen, nicht gut ist“, gilt in den Eidesformeln der VTE als Hochverrat (VTE § 10). Hochverräter müssen angezeigt und an den Palast ausgeliefert werden, am besten ist es aber, „sie zu packen, sie zu töten“ (VTE § 12). Es besteht eine auffällige Ähnlichkeit zu Dtn 13,2–10 , wo der Tatbestand eines religiösen Hochverrats geschaffen wird, der ebenfalls mit Lynchjustiz geahndet werden soll. „Die Forderung der Lynchjustiz … hat im gesamten Rechtssystem des Alten Testaments keinen weiteren Anhalt, wohl aber in den VTE.“ Sie widerspricht anderen Texten des Deuteronomiums, die ein ordentliches Gerichtsverfahren mit Anhörung von mindestens zwei Zeugen fordern (Dtn 17,2–13 ; Dtn 19,15–21 ), ein Indiz dafür, dass in Dtn 13,2–10 eine andere Rechtstradition zitiert wurde. Nach assyrischem Vorbild schafft Dtn 13,2–10 eine Art JHWH-Loyalitätsverpflichtung, mit Drohungen, die innerhalb des Deuteronomiums und innerhalb der Hebräischen Bibel befremdlich klingen. Otto meint, dass judäische Intellektuelle sich mit der absoluten Loyalitätsforderung der assyrischen Hegemonialmacht kritisch auseinandersetzten und einen ebenso hohen Loyalitätsanspruch für ihren Gott JHWH erhoben. Er sieht darin eine subversive Strategie. „Der Gedanke der Begrenzung staatlicher Macht durch die Macht des einen Gottes, der absolute Loyalität fordere, war eine Frucht der Traditionsgeschichte der Hebräischen Bibel“ und nahm, so Otto, mit den Zitaten aus den VTE ihren Anfang. Thomas Römer sieht in den VTE die „Vorlage und Inspirationsquelle“ des Ur-Deuteronomiums, legt sich aber nicht fest, ob diese Rezeption subversiv war „oder einfach dem Zeitgeist entsprach“. Das heißt auch: „Ohne die Assyrer hätte es das Dtn nie gegeben!“
Moshe Weinfeld und S. David Sperling weisen darauf hin, dass dem Leser im Deuteronomium die konventionelle Sprachform von Staatsverträgen des 7. und 6. Jahrhunderts v. Chr., nur eben auf die Gottheit und nicht auf den Herrscher bezogen, begegnet. So sei die Versicherung, man „liebe ihn mit ganzem Herzen“, die übliche Weise, wie man damals seine Loyalität zum Herrscher bekundet habe (vgl. Dtn 6,5 ).

### Joschija und ein Buchfund im Tempel
In 2 Kön 22,9  ist von der Auffindung eines Tora-Buchs im Jerusalemer Tempel die Rede. Außerdem werden in 2 Kön 23,4 ff. Kultreformen des Königs Joschija berichtet, die sich gegen nichtjahwistische Kulte richteten und Jerusalem zum einzig legitimen JHWH-Kultort machten. Die Erzählung vom Buchfund deutet Joschijas Maßnahmen als Restaurationsprogramm, man kehrt zu einer alten und ursprünglichen JHWH-Verehrung zurück. Die materielle Kultur der Region, wie sie archäologisch greifbar wird, zeigt indes, dass die Reformen ein Modernisierungsprogramm darstellten, wenn sie denn historisch stattgefunden haben. Das ist allerdings schwierig zu beurteilen, weil der Text redaktionell mehrfach bearbeitet wurde. Einen archäologischen Nachweis für religiöse Veränderungen in der Regierungszeit des Joschija gibt es nicht; kultische Praktiken der Bevölkerung wie die Verehrung von Pfeilerfigurinen wurden jedenfalls fortgeführt. Angelika Berlejung zieht daraus den Schluss: Falls historisch, war Joschijas Modernisierungsprogramm ohne Rückhalt in der Bevölkerung und blieb daher Episode.
Michael Pietsch meint, dass es in Jerusalem unter Joschija eine religionsinterne Neuinterpretation des JHWH-Glaubens gegeben habe, die dann auch zu Veränderungen des Kultbetriebs am dortigen Tempel führte. Das Deuteronomium sei aber historisch nicht die Vorlage („blueprint“) für diese Reform gewesen. Erst im Nachhinein sei das so interpretiert worden, mit einem gewissen sachlichen Recht, denn das Deuteronomium stelle die Einheit JHWHs in den Mittelpunkt (Dtn 6,4 ) und die Kultreform unter Joschija habe einen Prozess der Selbstreflexion in Gang gesetzt, der dann später auf ein monotheistisches Gotteskonzept zugelaufen sei.
Georg Braulik definiert das im Tempel zur Zeit Joschijas vorhandene Torabuch als relativ knappe Vorstufe des Deuteronomiums. Es habe noch keine Mosereden und keine Sozialgesetze enthalten, sondern vor allem Kultgesetze und Segen-Fluch-Sanktionen. Auch habe Joschija die Schwäche der Großmacht Assur nutzen und das Gebiet des Reiches Juda nach Norden und nach Westen erweitern wollen (vgl. 2 Kön 23,15–20 ). Mit einer „Landeroberungserzählung“ habe er seine Expansion auf das Territorium assyrischer Provinzen (bzw. des früheren Nordreichs Israel) propagandistisch begründet. Joschija beanspruchte demnach nur das Land, das Gott Israel längst zugeeignet habe. Diese Propagandaschrift wurde nach Braulik in den biblischen Büchern Deuteronomium und Josua verarbeitet. Ein Vorteil dieser Hypothese ist, dass sie die vom Deuteronomium in Aussicht gestellte, im Buch Josua beschriebene gewaltsame Landeroberung und Landverteilung plausibel machen kann, ein Motiv, das man sich bei Autoren der Exilszeit schwer vorstellen kann. Die Verfasserkreise des Ur-Deuteronomiums sucht Braulik in der Jerusalemer Führungselite, bei Personen mit höfischem Redestil sowie auch Kenntnis neuassyrischer Rechtstexte. Das Ur-Deuteronomium sei für den öffentlichen Vortrag in der Volksversammlung bestimmt gewesen.

### Deuteronomium als Exilliteratur
Im Gegensatz zur Mehrheit der Exegeten bestreitet Reinhard Gregor Kratz, dass ein Ur-Deuteronomium vor dem Ende des Südreichs Juda verfasst wurde. Die Kultzentralisation sei „so absonderlich und singulär in der altorientalischen Welt“, dass sie als Regierungsmaßnahme der Könige Hiskija oder Joschija nicht verständlich gemacht werden könne. Erst nach der Eroberung Jerusalems durch die Babylonier (586 v. Chr.), als alle JHWH-Heiligtümer ohnehin verloren waren, hätten exilierte Mitglieder der Jerusalemer Elite dieses Programm entwickeln können, und nun sei es auch plausibel: „Ersetzt wird die natürliche durch eine künstliche Mitte, an die Stelle des Staatskults tritt der kultische Anspruch der Gottheit selbst …“ Karin Finsterbusch stimmt insoweit zu, dass sie im Deuteronomium eine „exilische Komposition“ sieht, eine planvolle Gesamtstruktur, in die ältere Stoffe integriert worden seien. Die Situation des Exils wird im Deuteronomium mehrfach angesprochen: Dtn 4,25–31 , Dtn 28,63–67 , Dtn 29,21–27 . Erst hier im Exil erhielt das Deuteronomium – so Finsterbusch – sein Profil:
- Tora, „Weisung“, ist ein Schlüsselwort des Deuteronomiums. Gemeint ist damit ein konkreter Text: Unter der Überschrift Dtn 4,44 EU wird das Textkorpus Dtn 5,1b–26,16 mitgeteilt, hinzu kommen Segen und Fluch als Abschluss.
- Der Bundesschluss im Lande Moab ist eine Besonderheit des Deuteronomiums; er wird in der Hebräischen Bibel sonst nicht erwähnt. Laut Dtn 5,2–3 EU schloss JHWH selbst mit Israel einen Bund am Horeb, dessen Bundesdokument der Dekalog ist. Laut Dtn 28,69 EU schloss Mose mit Israel einen weiteren Bund im Lande Moab, dessen Bundesdokument die im Deuteronomium enthaltene Tora ist.
- Lehren und Lernen sind Schlüsselworte des Deuteronomiums, in ähnlicher Konzentration begegnen sie wieder im Buch der Psalmen. Mose ist im Deuteronomium (und innerhalb des Pentateuch nur hier) Lehrer, sein Gegenüber, Israel, konstituiert sich als Lerngemeinschaft. Die Unterrichtung der nächsten Generation ist ein wichtiges Anliegen der Verfasser. Als „Du“ werden freie israelitische Männer und Frauen angesprochen, d. h. weder Kinder noch Unfreie.

Zweck der Komposition ist, dass die Adressatenschaft exilierter Judäer sich mit dem Israel identifiziert, das von Mose im Land Moab unterrichtet wird: eine Identitätsschrift also. Dem dienen einerseits das eindringliche „Du/Ihr“, mit dem Mose sein Gegenüber anspricht, und das „Wir“ in den geschichtlichen Rückblicken, andererseits das für das Deuteronomium sehr kennzeichnende „Heute“. Es ist das „Heute“ von Moses Todestag, das aber so eingesetzt wird, dass es für ein späteres Heute, die Gegenwart der Adressaten, transparent bleibt.

## Inhaltsübersicht
Die folgende Gliederung des Deuteronomiums orientiert sich an der Darstellung von Jan Christian Gertz und Karin Finsterbusch:
| 1,1–5       | Bucheinleitung ()                                            | Bucheinleitung ()                              | Bucheinleitung () |
| 1,6–4,43    | Erste Rede des Mose                                          |                                                | Rückblick auf die 40-jährige Wüstenwanderung: Verzögerungen bei der Einnahme des verheißenen Landes. Mahnrede über das Bilderverbot – Israel konstituiert sich als Lerngemeinschaft (4,1–40). Erzählnotiz: Festsetzung von Asylstädten im Ostjordanland (4,41–43). |
| 4,44–49     | Überschrift und Einleitung der zweiten Rede ()               | Überschrift und Einleitung der zweiten Rede () | Überschrift und Einleitung der zweiten Rede () |
| 5,1–11,32   | Zweite Rede des Mose                                         |                                                | Rückblick auf die Ereignisse am Horeb: Dekalog; Schma Jisrael; Mahnrede über das wichtigste Gebot. |
| 12,1        | Überschrift des Gesetzeskorpus ()                            | Überschrift des Gesetzeskorpus ()              | Überschrift des Gesetzeskorpus () |
| 12,2–26,15  | Gesetzeskorpus                                               | 12,2–16,17                                     | Kultzentralisation und Privilegrecht JHWHs (= Pflichten jedes Israeliten gegenüber JHWH); Sozialgesetze. |
| 12,2–26,15  | Gesetzeskorpus                                               |                                                | |
| 12,2–26,15  | Gesetzeskorpus                                               | 16,18–18,22                                    | Ämtergesetze, sogenannter Verfassungsentwurf (= „gewaltenteilig organisierte Ämtergesetze über Richter, König, Priester, Prophet“). |
|             |                                                              |                                                | |
| 19,1–26,15  | Rechts-, Sozial- und Tabubestimmungen (); kultischer Anhang. |                                                | |
| 26,16–19    | Überleitung zur dritten Rede ()                              | Überleitung zur dritten Rede ()                | Überleitung zur dritten Rede () |
| 27–30       | Dritte Rede des Mose                                         | 27,11–28,68                                    | Fluch und Segen () |
| 27–30       | Dritte Rede des Mose                                         |                                                | |
| 29,1–30,20  | Bundesschluss im Land Moab ()                                |                                                | |
|             |                                                              |                                                | |
| 31–34       | Abschluss des gesamten Pentateuch                            | 31,1–13                                        | Beauftragung des Josua als Moses Nachfolger und Niederschrift der Tora () |
| 31–34       | Abschluss des gesamten Pentateuch                            |                                                | |
| 31–34       | Abschluss des gesamten Pentateuch                            | 31,14–32,44                                    | Lied des Mose () |
| 31–34       | Abschluss des gesamten Pentateuch                            |                                                | |
| 31–34       | Abschluss des gesamten Pentateuch                            | 32,45–47                                       | Schlussnotiz und letzte Ermahnungen () |
| 31–34       | Abschluss des gesamten Pentateuch                            |                                                | |
| 32,48–34,12 | Letzte Aufträge Gottes für Mose ()                           |                                                | |
|             |                                                              |                                                | |
| 33,1–29     | Segen des Mose ()                                            |                                                | |
|             |                                                              |                                                | |
| 34,1–12     | Moses Tod und abschließende Würdigung als Prophet ()         |                                                | |

## Erzählerischer Rahmen und Mosereden

### Ort und Zeit der Handlung

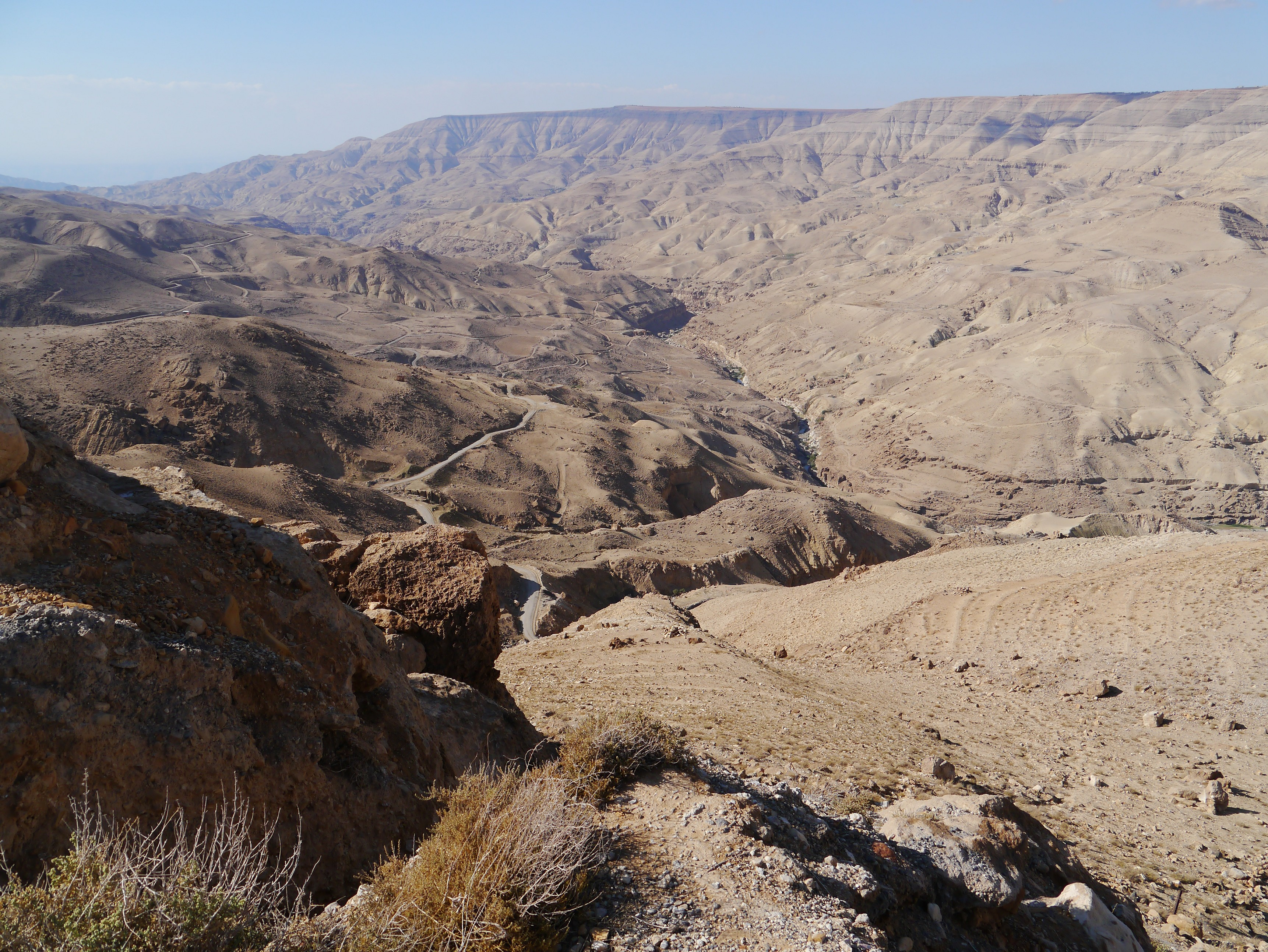
Tal des Arnon (Wadi Mudschib)

In knapper, konzentrierter Form gibt der Bucherzähler Informationen zu Ort, Zeit und Anlass der Mosereden. Dieser Erzähler verortet sich selbst im Land Israel, denn von ihm aus gesehen befinden sich Mose und seine Hörer „jenseits des Jordan“ (Dtn 1,1 ) im Land Moab (Dtn 1,5 ). Die Erzählung des Deuteronomiums spielt also im heutigen Jordanien. Trotz mehrerer Ortsnamen in Dtn 1,1  ist nicht (mehr) deutlich, wo genau sich Mose und seine Zuhörer „in der Wüste“ aufhalten. Nach Dtn 3,29  lagern die Israeliten „im Tal gegenüber von Bet-Peor“. Und dort wird Mose nach Dtn 34,6  von Gott an unbekannter Stelle begraben.
Eine geographische Angabe, die im Deuteronomium Gewicht hat, lässt sich klar lokalisieren: das tief eingeschnittene Tal des Arnon (Wadi Mudschib). Seine Überquerung markiert den Wechsel von friedlicher Wanderung des Volkes Israel zu militärischer Eroberung des verheißenen Landes. Irgendwo hier, östlich des Toten Meeres, spielt die Handlung des Deuteronomiums.
Die erzählte Zeit, der letzte Lebenstag des Mose, ist „der 1.4.40 nach dem Auszug aus Ägypten“, wie Dtn 1,3  präzise feststellt.

### Zweck der Mosereden
Das Verb hebräisch באר beʾer in Dtn 1,5 erklärt, was der Zweck von Moses Reden ist; bei der Übersetzung dieses seltenen Wortes fallen deshalb Vorentscheidungen für das Verständnis des Buches:
- „[Hier] begann Moscheh die Erläuterung dieser Lehre“ (Rabbinerbibel);
- „[Hier] fing Mose an, dies Gesetz auszulegen“ (Lutherbibel);
- „[Hier] begann Mose …, diese Weisung aufzuschreiben“ (Unrevidierte Einheitsübersetzung 1980);
- „[Hier] begann Mose …, diese Weisung bindend zu machen“ (Revidierte Einheitsübersetzung 2016).
- „[Hier] unterwand sich Mosche diese Weisung zu erklären“ (Übersetzung von Buber-Rosenzweig).

Hinter den ersten beiden Übersetzungen steht die rabbinische Auslegungstradition: Die folgenden Mosereden sind ein Kommentar, eine Erläuterung der in den vorherigen Büchern des Pentateuch ergangenen Weisung. Hatte die unrevidierte Einheitsübersetzung die Stelle im Licht von Dtn 31,24–26  recht frei wiedergegeben, so ging die Revision davon ab. Inzwischen hatten nämlich Georg Braulik und Norbert Lohfink vorgeschlagen, die Bedeutung von hebräisch באר beʾer durch das akkadische Wort bâru(m) zu erhellen: „Rechtsgeltung verschaffen, bindend machen, Rechtskraft verleihen“. Der öffentliche Vortrag, zu dem Mose ab Dtn 1,6 ansetzt, sei der erste Schritt der mehrphasigen Inkraftsetzung (Promulgation) der Tora. „In der erzählten Welt bildet die Tora die Urkunde des Bundes/Vertrags, auf die Mose anlässlich des Führungswechsels und der Einsetzung Josuas in Moab Israel vereidigen muss. Was er, um diesen Rechtszustand herzustellen, Israel rechtskräftig präsentiert (1,5), ist die von JHWH empfangene Neuformulierung des schon bekannten göttlichen Rechtswillens (5–26). Er wird jetzt von Mose vermittelt, nicht ausgelegt.“
Dem wurde allerdings von anderen Exegeten, voran Eckart Otto, widersprochen, so dass die traditionelle jüdische Auffassung, die Mosereden des Deuteronomiums seien ein Kommentar der Tora innerhalb der Tora, auch in der heutigen Exegese weit verbreitet ist.
Inwiefern legen aber die Mosereden die Sinaigesetzgebung aus? Hier kommt nach Konrad Schmid den Zehn Geboten eine Schlüsselfunktion zu. Sie gehen sowohl dem Bundesbuch als auch dem Gesetzeskorpus des Deuteronomiums programmatisch voraus und sichern die sachliche Identität beider Gesetzgebungen.

### Gottes und Moses Schreiben
Als einziges Buch des Pentateuch bezeichnet sich das Deuteronomium ausdrücklich als Niederschrift der Weisungen Moses. Hier bedeutet hebräisch תּוֹרָה Torah die autoritative und göttlich bestätigte Unterweisung. „Kurzum, die Tora ist faktisch Ersatz für Mose selbst in seiner Eigenschaft als der höchste Vermittler des göttlichen Wortes an Israel.“
Dass Gott selbst einen Text aufschreibt, wird im Pentateuch mehrfach und exklusiv für den Dekalog ausgesagt, was diesem Text höchste Autorität gibt. Mose ist im Pentateuch mit dem Niederschreiben der Sinaigesetze beauftragt (Ex 24,4 ; Ex 34,27–28 ). Nachdem er seine Reden im Lande Moab beendet hat, schreibt er diese ebenfalls nieder (Dtn 31,9–13 ) und schließlich auch das Moselied (Dtn 31,24 ). Das heißt: Die antiken Endredaktoren des Pentateuch waren nicht der Meinung, Mose habe die erzählenden Stoffe des Pentateuch aufgeschrieben, darunter das gesamte Buch Genesis und umfangreiche Partien der anderen vier Bücher.

## Gesetzeskorpus
Das Gesetzeskorpus, das in den Kapiteln 12 bis 26 vorliegt, gilt als der älteste Teil des Deuteronomiums. Man unterscheidet einen Grundbestand, eine mehrstufige Bearbeitung und jüngere Nachträge. Relativ sicher hat man es mit dem Grundbestand zu tun, wo sich das Deuteronomium mit dem Bundesbuch auseinandersetzt. Der Grundbestand begann mit einer Buchüberschrift:
- „Das sind … die Gesetze und die Rechtsentscheide, die Mose den Israeliten verkündet hat, als sie aus Ägypten zogen.“ (Dtn 4, 45*)

Das heißt, bereits das Ur-Deuteronomium war als Rede des Mose nach dem Auszug aus Ägypten verfasst, Inhalt dieser Rede waren juristische Stoffe. Es folgte Dtn 5,1*:
- „Mose rief ganz Israel zusammen. Er sagte zu ihnen…“

So wurde der Grundtext jüdischen Glaubens eingeleitet, der erste Satz des Schma Jisrael (Dtn 6,4):
- „Höre Israel, JHWH ist unser Gott, JHWH ist einzig!“

Der nächste Satz des Schma Jisrael mit dem Aufruf zur Gottesliebe (Dtn 6,5 ) ist demgegenüber nach der Analyse von Timo Veijola sekundär. Im Grundbestand des Deuteronomium folgte auf das „Höre Israel“ direkt das Gesetzeskorpus, und zwar – mindestens – diese Gesetzestexte:
- Grundgebot der Kultzentralisation: es gibt nur ein legitimes JHWH-Heiligtum (Dtn 12,13–28 EU);
- Zehnt (Dtn 14,22–29 EU);
- Erlassjahr und Sklavenfreilassung (Dtn 15,1–18 EU);
- Erstgeburt (Dtn 15,19–23 EU);
- Festkalender (Dtn 16,1–17 EU);
- Reformen der Rechtspflege (Dtn 16,18 EU; Dtn 17,8–13 EU; Dtn 19,1–13 EU; Dtn 19,15–21 EU; Dtn 21,1–9 EU; Dtn 25,1–3 EU).

Zur Fortschreibung des Deuteronomiums in exilisch-frühnachexilischer Zeit werden grob skizziert zwei Ansätze vertreten: Timo Veijola und Eckart Otto rechnen mit durchgängigen Überarbeitungen des gesamten Gesetzeskorpus Dtn 12–25. Norbert Lohfink und Georg Braulik dagegen meinen, dass ein Ur-Deuteronomium aus der Zeit Hiskijas und ein „Bundesdokument“ aus der Zeit Joschijas blockweise ergänzt worden sei durch a) das exilische Ämtergesetz, b) die nachexilischen Gesetze in Dtn 19–25.
Dtn 26,1–15  sind zwei Nachträge, mit denen das Gesetzeskorpus abschließt. Sie setzen voraus, dass die Israeliten im Land wohnen, und nennen zwei liturgische Texte, die beim Besuch im Zentralheiligtum rezitiert werden sollen. Der erste Text („Mein Vater war ein heimatloser Aramäer …“) ist bekannt unter dem Namen „Kleines geschichtliches Credo“ (Gerhard von Rad). Er ist nicht als uralter Text von den Verfassern des Deuteronomiums an dieser Stelle eingefügt worden, wie von Rad vermutete. Sie haben den Text nicht übernommen, sondern selbst formuliert. Als pädagogisch hilfreiche „Kurzformel des Glaubens“ bringt er die Geschichte Israels auf den Punkt – das ist typisch Deuteronomium. Zusammen mit dem Einleitungstext, der das eine Zentralheiligtum fordert, bilden die Nachträge einen Rahmen um das Gesetzeskorpus.

### Auseinandersetzung mit dem Bundesbuch
Das deuteronomische Gesetz bezieht sich auf ein älteres Gesetzeswerk, das ebenfalls im Pentateuch enthalten ist: das Bundesbuch im Buch Exodus (Ex 20,22–23,33). Neu ist die Forderung der Kultzentralisation, die im Widerspruch zum Altargesetz des Bundesbuchs formuliert wird. Dabei bezieht sich die deuteronomische Formulierung des Altargesetzes zurück auf das Schma Jisrael: „So wie JHWH nicht an einer Vielzahl von Lokalheiligtümern geopfert werden soll, soll JHWH nicht in einer Vielzahl von lokalen Manifestationen, die mit JHWH-Heiligtümern verbunden sind, verehrt werden.“
Der hebräische Text der beiden Altargesetze zeigt enge sprachliche Berührungen bei diametral verschiedenem Inhalt:
- Bundesbuch: „Du sollst mir einen Altar aus Erde machen und darauf deine Brandopfer und Heilsopfer, deine Schafe, Ziegen und Rinder schlachten. An jedem Ort, an dem ich meinem Namen ein Gedächtnis stifte, will ich zu dir kommen und dich segnen.“ (Ex 20,24 EÜ)
- Deuteronomium: „Nimm dich in Acht! Verbrenn deine Brandopfertiere nicht an irgendeiner Stätte, die dir gerade vor die Augen kommt, sondern nur an der Stätte, die der HERR im Gebiet eines deiner Stämme erwählen wird!“ (Dtn 12,13–14a EÜ)

Was gilt denn nun? Die Helden der biblischen Erzählungen (sowohl des Pentateuch als auch der Geschichtsbücher) opfern an lokalen Heiligtümern, ohne dass dies problematisiert würde; einige Beispiele: Abraham baut einen Altar in Sichem (Gen 12,7–8 ), Jakob baut einen Altar in Bet-El (Gen 35,1–7 ), Samuel baut einen Altar in Rama (1 Sam 7,17 ), Elija baut den Altar JHWHs auf dem Karmel wieder auf (2 Kön 18,30–40 ). Bernard M. Levinson betont, dass die Verfasser des Deuteronomiums ihr Reformprogramm in einer Welt vertraten, in der alte, autoritative Texte wie das Bundesbuch fast unangreifbar waren. Sie tarnten deshalb die Radikalität ihres Projekts, indem sie Formulierungen des Bundesbuchs übernahmen und mit neuer Bedeutung füllten; Levinson nennt dies ein „gelehrtes Textrecycling“. Ihr Ziel sei gewesen, das Bundesbuch zu verdrängen und das Deuteronomium an seine Stelle zu setzen.

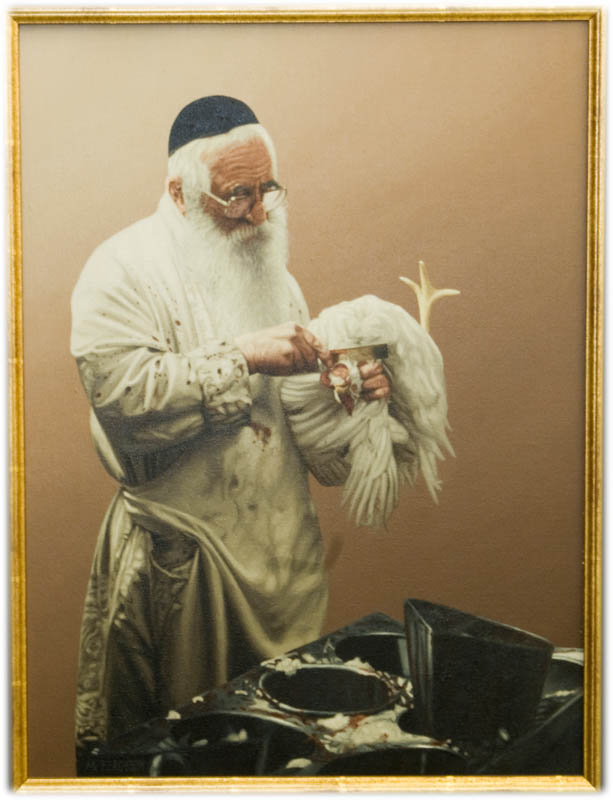
Dtn 12, 20–25 fordert das Ausbluten des geschlachteten Tiers, wie es beim Schächten gewährleistet ist. Jüdischer Metzger (Schochet), Gemälde von Max Ferguson (Yeshiva University Museum, New York)

Die Gegenposition nimmt Eckart Otto ein: „In der Perspektive der dtn Zentralisationsgesetze gelesen, definiert das Bundesbuch grundsätzlich die Legitimität eines JHWH-Heiligtums. Im Deuteronomium wird diese Definition auf die Erwählung des Zentralheiligtums appliziert. … Die Reformulierung durch das Deuteronomium nimmt dem Bundesbuch, das nun im Horizont des Deuteronomiums interpretiert werden will, nichts von seiner Autorität.“ Weil beide Gesetzeskorpora sich ergänzten, habe das Körperverletzungs- und Sachenrecht Ex 21,18–22,14 im Deuteronomium kein Pendant, während das Familienrecht (im Bundesbuch nur Ex 22,15 f.) im Deuteronomium breit entfaltet werde. Indem die Sozialgesetzgebung des Dtn an das Bundesbuch anknüpft, ist dieser Teil des Gesetzeskorpus zugleich als spätvorexilisch erwiesen – hier besteht weitgehender Konsens. Daraus ergibt sich die zeitliche Abfolge der Gesetzeskorpora, die in den Pentateuch integriert wurden: Bundesbuch – Deuteronomium – Priesterschrift – Heiligkeitsgesetz.
Die Kultzentralisation griff tief in das Alltagsleben der Bevölkerung ein. Bisher wurde z. B. für jede Fleischmahlzeit das Tier am lokalen JHWH-Heiligtum geschlachtet. Das Deuteronomium gab die profane Schlachtung frei und stellte dafür Regeln auf (Dtn 12,20–25 ). „Der radikale Bruch bei dieser Veränderung religiöser Routinen sollte nicht unterschätzt werden. Dass das Deuteronomium wiederholt die ‚Freude‘ betont, die man am Zentralheiligtum erlebe, mag sehr wohl als Versuch einer Kompensation für den Verlust der Lokalheiligtümer gemeint gewesen sein, wo die Menschen häufiger Zugang zur Gottheit haben konnten“, vermutet Levinson.
Aber die Veränderungen, die die Verfasser des Deuteronomiums am Bundesbuch vornahmen, beschränken sich nicht nur auf die Kultzentralisation und die daraus folgenden praktischen Konsequenzen. Das lässt sich am Beispiel des Gesetzes der Sklavenfreilassung verdeutlichen (Dtn 15,12–28  gegenüber Ex 21,2–7 ). Es geht hier um Schuldsklaven, d. h. Israeliten, die sich aus Armut in die Sklaverei begeben mussten. Sie sollen nach sechs Jahren Dienst freigelassen werden. Das Deuteronomium nahm einige Präzisierungen vor: Der Herr soll die Sklaven (die hier als seine „Geschwister“ bezeichnet werden) bei der Freilassung so ausstatten, dass sie sich eine eigene Existenz aufbauen können – eine Art Startkapital. Sklave und Sklavin sollen gleich behandelt werden. Es gibt keine Sonderregel mehr für eine in der Sklaverei geheiratete Frau und gemeinsame Kinder. Diese sozialen Forderungen begründet das Deuteronomium damit, dass JHWH die Israeliten aus der Sklaverei in Ägypten befreit habe. Der Sklavenbesitzer soll durch Argumente für die Neuerungen gewonnen werden und für die Befolgung wird ihm göttlicher Segen verheißen.

### Dekalog als Grundgesetz, Deuteronomium als Entfaltung
Der Text der Zehn Gebote (Dekalog) „trat erst zu einem bestimmten Zeitpunkt in den Horizont des Dtn, prägte dann aber Theologie, Aufbau und Sprache des Dtn entscheidend“, so Georg Braulik. Er ist für die Verfasser ein einzigartiger Text, dadurch ausgezeichnet, dass Gott selbst ihn am Horeb Israel offenbart hat (Dtn 5,2–22 ). Norbert Lohfink schlug vor, den Dekalog im Deuteronomium als eine Art ewiges Grundgesetz zu sehen, das Mose in Dtn 12–26 mit konkreten, zeitbedingten Einzelgesetzen entfalte. Es ist allerdings nicht plausibel gelungen, in Dtn 12–26 eine Anordnung der Einzelgesetze nach den Zehn Geboten aufzuzeigen.
Der Dekalog beginnt mit einer Selbstvorstellung des göttlichen „Ich“ als Israels Befreier aus ägyptischer Sklaverei. Fragt man, wer der Adressat der Gebote ist, so scheinen vor allem freie, wohlhabende israelitische Männer gemeint zu sein. Aber das Sabbatgebot (Dtn 5,12–15 ) macht deutlich, dass auch die Israelitinnen als „Du“ angesprochen sind. Sonst müsste man nämlich annehmen, dass der Hausherr, seine Söhne und Töchter, Sklaven und Sklavinnen, sogar auch die Haustiere die Sabbatruhe halten und die Hausfrau als einzige Person arbeitet. Das ist sehr unwahrscheinlich.

### Deuteronomium als altorientalisches Rechtsbuch
Im Alten Orient waren Rechtsbücher nicht die Grundlage der Rechtsprechung. Prozessakten sind aus den Nachbarkulturen Israels erhalten, die Richter beriefen sich darin nicht auf ein Gesetzbuch. Sie entschieden nach Gewohnheitsrecht und Präzedenzfällen. Wahrscheinlich waren altorientalische Rechtsbücher Unterrichtstexte, an denen die angehenden Richter ihr Rechtsbewusstsein schulten. Auch für das Deuteronomium gilt: Es war „kein Gesetzbuch, sondern Lehrbuch“. Das zeigt sich in der Art, wie der Stoff disponiert wird. An sich werden die Gesetze zwar nach Sachgebieten geordnet vorgestellt, Grenzfälle markieren den Übergang zum nächsten Sachgebiet. Aber überall kann sich durch Stichwortassoziationen verwandtes Material anlagern, das dann exkursartig abgehandelt wird. Nach dieser Abschweifung wird das Hauptthema wieder aufgenommen. Diese für den heutigen Leser eher verwirrende Reihenfolge erleichterte das Auswendiglernen.

### Vergleich mit griechischem und römischem Recht
Obwohl das Gesetzeskorpus so wenig aus einem Guss ist wie der Rest des Deuteronomiums, kann es theologisch und rechtshistorisch doch als geschlossener Sinnzusammenhang behandelt werden. Wie das Stadtrecht von Gortys und das Zwölftafelgesetz und im Gegensatz zu anderen altorientalischen Rechtskorpora handelt es sich um ein Gesetzeswerk für eine freie Bürgergemeinschaft.
Das wenig durchstrukturierte oder systematisierte Material lässt sich grob in drei Teile gliedern:
- Religiöse Gesetze (Kult, Feste, Abgaben, Reinheitsgebote, Verbot anderer Kulte);
- Vorschriften staatsrechtlicher und rechtspflegerischer Natur;
- Zivil-, Straf-, Sozial- und Familienrecht.

Obwohl der Eindruck entsteht, hier werde das gesamte Recht Israels vorgelegt, ist dem nicht so. Im Fall des Diebstahlsrechts, das im Bundesbuch (Ex 22,1–4 ) thematisiert wird, sahen die Autoren des Deuteronomiums wohl keinen Reformbedarf und scheinen auf dieses ältere Recht zu verweisen. Das Erbrecht wird nur gestreift (Dtn 18,1–7 , Dtn 21,15–17 ).
Es handelt sich vor allem um materielles Recht, während zum Verfahrensrecht nur wenige Angaben gemacht werden. Verglichen mit dem Stadtrecht von Gortys und dem Zwölftafelgesetz fällt auf, dass es sich in Israel um von der Gottheit gesetztes Recht handelt, während in Gortys und in Rom das Recht eher etwas ist, was die Gesellschaften sich selbst geben. Beim Verfahrensrecht ist interessant, dass die Rechtspflege zwei Ebenen kennt: lokale Gerichte (Dtn 16,18–20 ) und eine Art Zentralgericht, an das schwierige Fälle überwiesen werden sollen. Es ist aber wohl keine Appellationsinstanz der streitenden Parteien, sondern wird vom lokalen Richter hinzugezogen, wenn er Schwierigkeiten bei der Urteilsfindung hat (Dtn 17,8–13 ). Dem Richter wird aufgetragen, einen Fall sorgfältig zu untersuchen, insbesondere den Wahrheitsgehalt von Zeugenaussagen, dem wichtigsten Beweismittel. Er ist also Untersuchender und Urteilender in einer Person. Laut Dtn 25,1–3  hat er auch eine Rolle im Strafvollzug, er ist für die korrekte Durchführung der Prügelstrafe verantwortlich. Diese Kumulation von Kompetenzen beim lokalen Richter ist verglichen mit Gortys und Rom ungewöhnlich.
Große Teile des materiellen Rechts im Deuteronomium sind ohne Parallele im Stadtrecht von Gortys sowie im Zwölftafelrecht: das gesamte Sakralrecht, das Asylgesetz, die Bestimmungen über den Zehnt, aber auch zivilrechtliche Vorschriften, die man als Sozialgesetzgebung bezeichnen könnte. Das Strafmaß reicht von der Todesstrafe über Körperstrafen bis hin zur Geldbuße, wobei letztere im Deuteronomium, verglichen mit Gortys und Rom, wenig entwickelt ist (nur Dtn 22,19  und Dtn 22,29 ). Ebenso wie das Zwölftafelgesetz unterscheidet auch das Deuteronomium (Dtn 19,4–6 ) zwischen Handeln mit und ohne Vorsatz. „Die individuelle Verantwortlichkeit für das eigene Tun wird aufgewertet, dem Willen hinter einer Handlung wird unabhängig von deren Folgen das entscheidende Gewicht bei deren Beurteilung – im Wortsinne – beigemessen.“

## Deuteronomium als Abschluss des Pentateuch

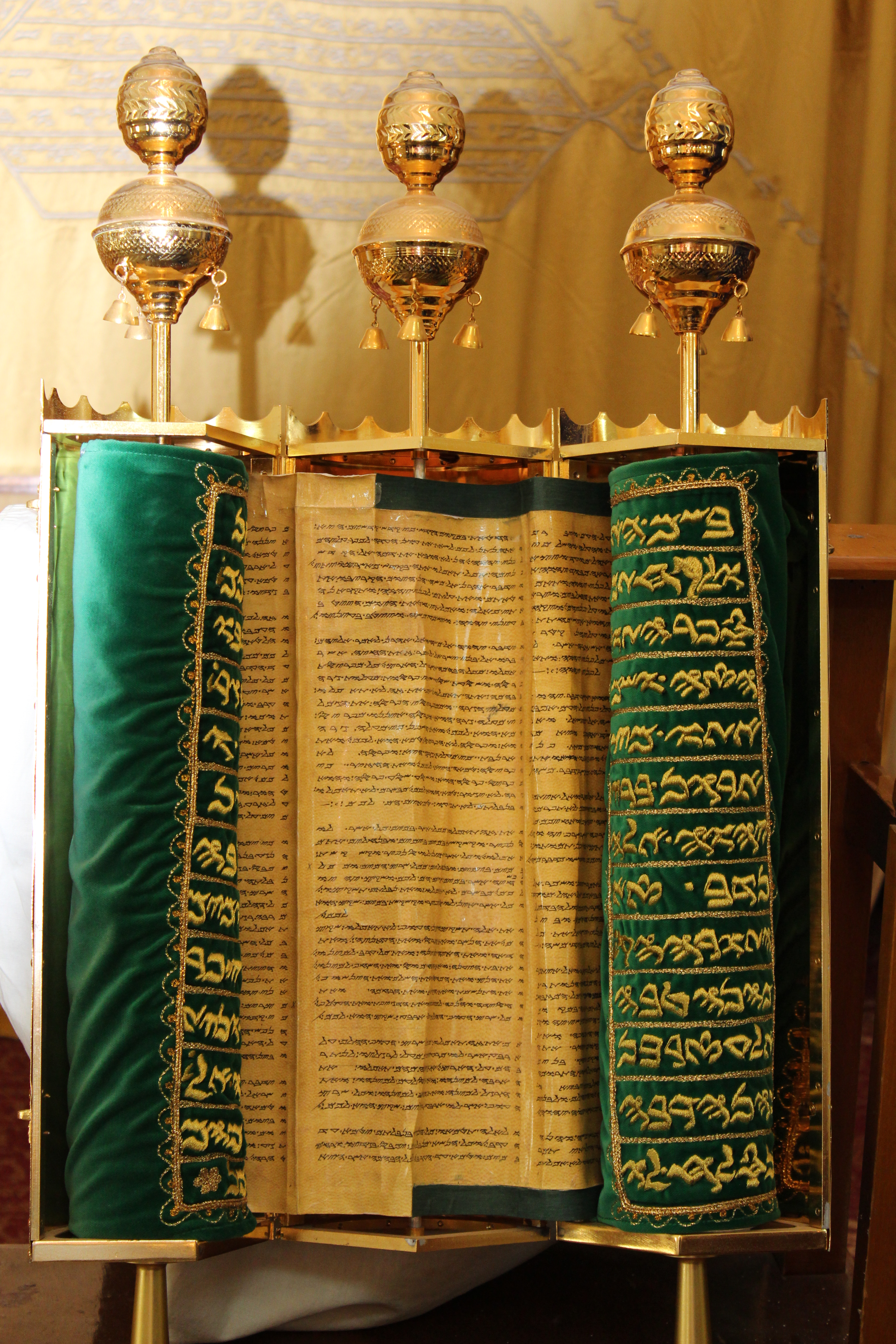
Samaritanischer Pentateuch

In der persischen Provinz Jehud wurde bis Mitte des 4. Jahrhunderts v. Chr. der Pentateuch zusammengestellt. Das heißt: Die persische Regierung setzte den politischen Rahmen, in dem dieses geschah. Dass sie den Pentateuch quasi in Auftrag gab, um ihn als verbindliches Recht für ihre jüdischen Untertanen einzuführen (These der Reichsautorisation), wird heute weniger vertreten. Man sucht die Motive für die Komposition dieses Werks eher innerhalb der Glaubensgemeinschaft. Die Provinz Jehud stand wirtschaftlich und im Blick auf die Bevölkerungsgröße völlig im Schatten der Nachbarprovinz Samaria. Eine wahrscheinlich in Jerusalem ansässige Pentateuchredaktion suchte daher den Kompromiss mit samaritanischen Traditionen und Interessen. Der Pentateuch ist im Ergebnis ein Konsensdokument der JHWH-Religion, das sowohl für Juden (mit dem Zentrum Jerusalem) als auch für Samaritaner (mit dem Zentrum Garizim) akzeptabel war. Auch in einem anderen Sinn findet man im Pentateuch einen Ausgleich von Interessen: Das Deuteronomium mit seinem Akzent auf staatlicher Unabhängigkeit in einem militärisch eroberten Land der Verheißung konnte nicht im Interesse der persischen Zentralregierung sein. Die Priesterschrift wird im Gegensatz dazu von Ernst Axel Knauf als universalistisch und pazifistisch gekennzeichnet – Kriege kommen in ihr nicht vor. Die Pentateuchredaktion nahm die „persisch-reichskonforme“ Priesterschrift als Rahmen (Gen 1 und Dtn 34), und die Priesterschrift prägte auch das Zentrum, die Sinai-Perikope (Ex 25 bis Num 10). Das „nationalreligiöse“ Deuteronomium wurde aber nicht etwa unterdrückt, sondern in diesen Rahmen integriert, seine aggressiv-militanten Anteile domestiziert.
Das Deuteronomium hat als Schlussteil eine herausragende Bedeutung für die Komposition des Pentateuch. Das Schlusskapitel Dtn 34,1–12  bringt zwei Spannungsbögen zu Ende: Nicht nur stirbt hier die Hauptperson Mose, die seit ihrer Geburt im Buch Exodus (Ex 2,2 ) den Leser begleitet, Dtn 34,4  erinnert an die Landverheißung an die Väter und nimmt damit ein Motiv aus dem Buch Genesis auf (Gen 12,7 ). Absichtsvoll werden mit der Jordansenke und dem Ort Zoar Schauplätze der Abrahamerzählungen genannt.
Meist nimmt man an, dass die Erzählung vom Tod des Mose von den Verfassern der Priesterschrift (oder ihnen nahestehenden Kreisen) stammt, aber von der Pentateuchredaktion „zugeschnitten“ und ergänzt wurde. Die Pentateuchredaktion setzte Mose in Dtn 34,4–12  ein literarisches Denkmal („Epitaph“): Alle Propheten, die in den folgenden historischen Büchern auftreten, reichen nicht an ihn heran. Dass Mose mit 120 Jahren stirbt (Dtn 34,7 ), entspricht der maximalen menschlichen Lebenszeit von Gen 6,3  und lässt Mose als vollkommenen Menschen erscheinen. Während es in Dtn 31,2  hieß, Mose sterbe altersschwach, wird das im „Epitaph“ korrigiert. Trotz hohen Alters sei Mose jung geblieben (Dtn 34,7 ). Mose tritt am Ende des Deuteronomiums auf die Seite Gottes, zu dem er eine einzigartige Nähe hat.
Die Zwischenstellung des Deuteronomiums als Abschluss des Pentateuch und Eröffnung des Deuteronomistischen Geschichtswerks lässt sich wie in einem Brennglas in Dtn 34 betrachten:
- Dtn 34,8–9 EU: Das Volk trauert nicht mehr um Mose und hört auf Josua. Das ist nicht Abschluss, sondern Kontinuität bzw. Dynamik nach vorn. Die ersten Sätze im Buch Josua können gut als Fortsetzung gelesen werden.
- Dtn 34,10–12 EU: Moses Tod bedeutet eine einschneidende Zäsur. So schließt die Pentateuchredaktion die Fünf Bücher Moses ab.

Für verschiedene Texte wird diskutiert, ob sie erst von der Pentateuchredaktion in das Deuteronomium eingefügt wurden, z. B. die Liste reiner und unreiner Tiere in Dtn 14,1–21 , und gelehrte Glossen über Vorbewohner des Landes und geografische Notizen. Eine weitere Zugabe der Pentateuchredaktion ist der Segen des Mose über die Stämme Israels am Ende des Deuteronomiums (Dtn 33,1–29 ). Er hat seine Entsprechung im Jakobssegen am Ende des Buchs Genesis. Als Intention der Pentateuchredaktion vermutet Karin Finsterbusch: „Außerhalb des verheißenen Landes wird ‚Israel‘ zweimal von zentralen Figuren seiner Gründungsgeschichte gesegnet und ist damit für die Zukunft bestens gerüstet.“

## Wirkungsgeschichte

### Berg Garizim oder Berg Ebal

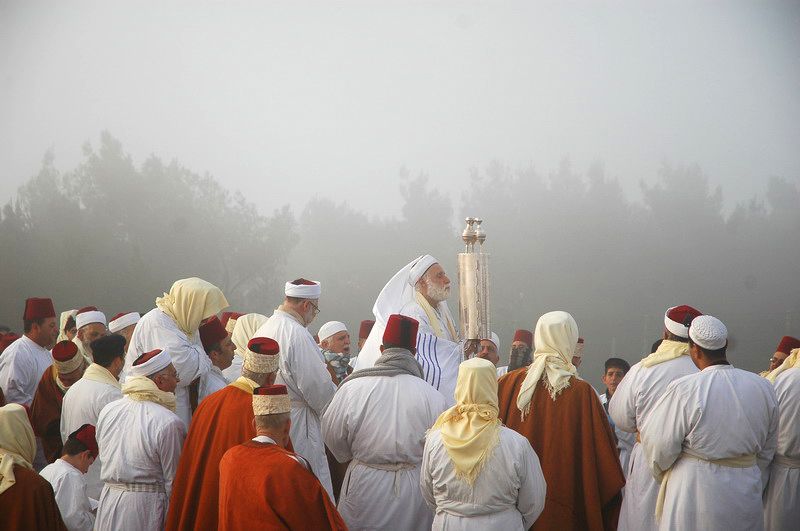
Samaritaner feiern Pessach auf dem Garizim (2006)

In der Perserzeit lebten Juden und Samaritaner in benachbarten Provinzen halbwegs harmonisch nebeneinander, aber in der hellenistischen Zeit verschlechterten sich die Beziehungen drastisch. Das hinterließ Spuren im Buch Deuteronomium. Denn in der Zeit gutnachbarschaftlicher Beziehungen wurde formuliert, dass die Israeliten nach ihrem Einzug ins Land der Verheißung auf dem Berg Garizim mit Kalk bestrichene und mit Tora-Texten beschriftete Steine aufstellen sollten; außerdem sollte dort ein Altar für JHWH gebaut werden und ihm Opfer dargebracht werden (Dtn 27,4–8 ). Dass der Altar auf dem Garizim der Tora entspricht, wird durch die Schrift auf den Steinen eindrucksvoll unterstrichen.
In der Hasmonäerzeit (2. Jahrhundert v. Chr.) kam dann der Bruch zwischen beiden Glaubensgemeinschaften. Darauf erfolgte ein Eingriff in den Text: „In Dtn 27,4 wird im Masoretischen Text und in der hebräischen Vorlage der Septuaginta … Garizim in Ebal umformuliert und damit dem auf dem Garizim situierten Altar die mosaisch-sinaitische Legitimation entzogen, indem sie umgelenkt wird.“ Im samaritanischen Pentateuch stand an dieser Stelle natürlich weiterhin Garizim. Dass Garizim die ursprüngliche Lesart ist und nicht Ebal, ist dadurch sehr wahrscheinlich, dass die „unverdächtigen“, da hier nicht polemisch engagierten Übersetzer der Vetus Latina (Codex Lugdunensis) Garizim lasen und damit eine unkorrigierte Version der Septuaginta bewahrten. Neuerdings wurde diese Vermutung durch ein Qumran-Textfragment bestätigt (4QDeutf).
Im samaritanischen Pentateuch wurde dieser Abschnitt aus Dtn 27, weil er für die eigene Identität so wichtig war, als zehntes Gebot zum Dekalog hinzugefügt (Ex 20,17b = Dtn 5, 21b); damit es bei zehn Geboten bleibt, zählen Samaritaner das Fremdgötter- und Bilderverbot als ein Gebot. Die Textänderung legitimiert den samaritanischen Kult und Kultort, und der Abschluss der Zehn Gebote bot sich als „Textort“ an, weil der Dekalog für die samaritanische Glaubensgemeinschaft von zentraler Bedeutung ist und weil es im Kontext der Zehn Gebote um den Altarbau geht – das passte also recht gut.

### Deuteronomium in Qumran
Unter den Schriftrollen vom Toten Meer gibt es je nach Zählung 33 bis 36 fragmentarische Exemplare des Buchs Deuteronomium. Es ist damit neben dem Buch der Psalmen (36 Exemplare) die häufigste biblische Schrift. Man geht davon aus, dass wichtige, oft gelesene Bücher häufiger kopiert wurden; außerdem gab es Luxus-Handschriften besonders geschätzter Schriften. So spiegelt die hohe Zahl an Exemplaren die große Beliebtheit des Deuteronomiums.

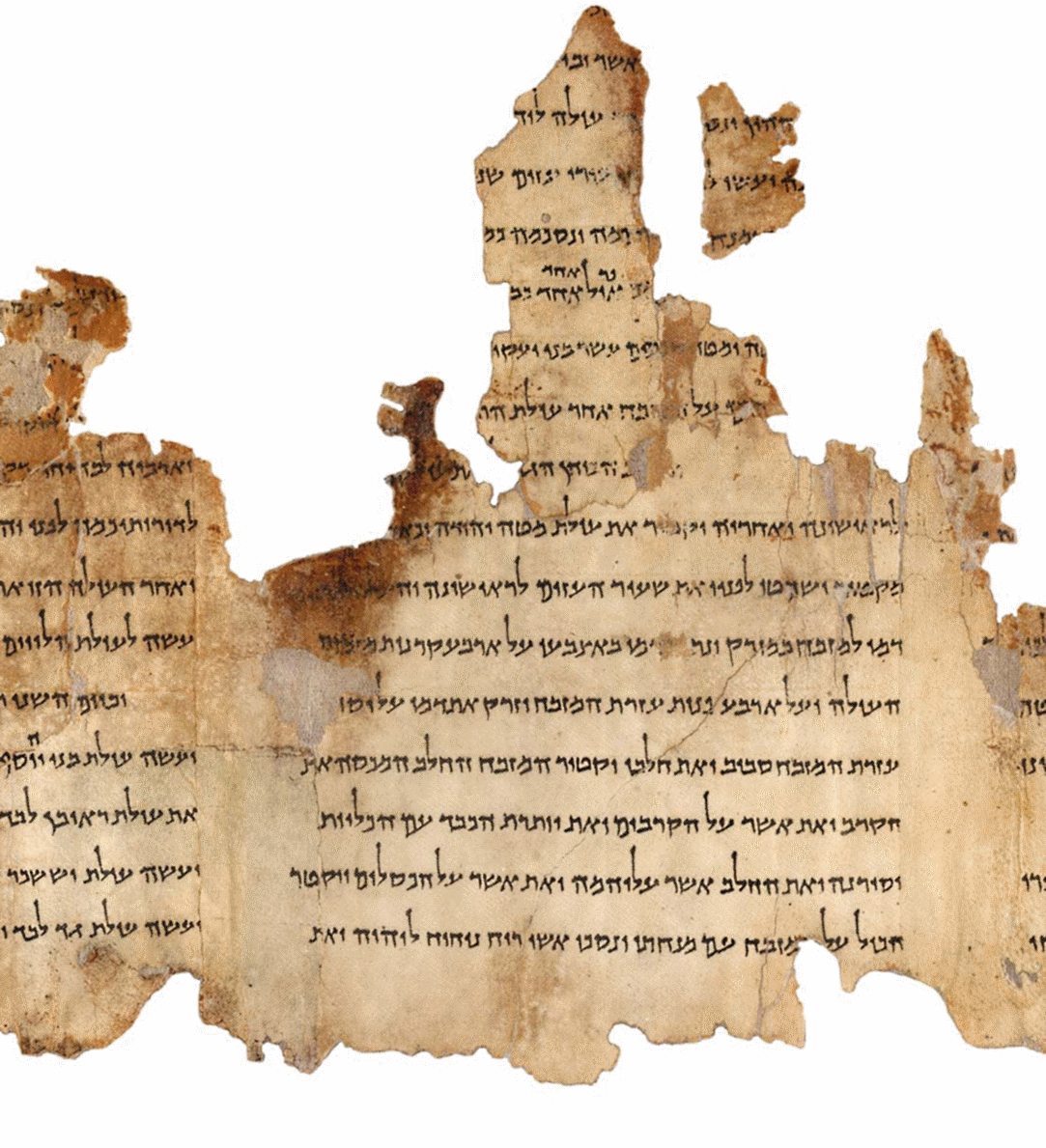
11QT^{a}, ein besonders hochwertig geschriebenes Exemplar der Tempelrolle.

Die in Qumran mit mehreren Exemplaren vertretene Tempelrolle ist ein im antiken Judentum singuläres Werk, das sich kritisch mit dem Deuteronomium auseinandersetzt und es überbieten will. Sie ist damit ein klassisches Beispiel für Rewritten Bible. Während der Erstherausgeber Yigael Yadin 1976 die Tempelrolle für ein Werk der Essener hielt, wird diese Meinung heute kaum noch vertreten. Die Tempelrolle ist älter als die von antiken Autoren beschriebene Gruppe der Essener. Ihre Endredaktion fand im 3./2. Jahrhundert v. Chr. statt, in Kreisen, die dem späteren Jachad ideologisch nahestanden. Gott selbst wird in der Tempelrolle eine systematische Neufassung der Tora in den Mund gelegt, die Mittlergestalt des Mose ist überflüssig geworden. Ein weiterer Vorzug: Nicht erst 40 Jahre später im Lande Moab, sondern direkt am Sinai gibt JHWH die in der Tempelrolle niedergelegte, verbindliche Interpretation seiner Tora. Die Tempelrolle ersetzt das Deuteronomium aber nicht, sondern verhält sich zu diesem wie eine Korrektur, Ergänzung oder Systematisierung. Darum enthält sie weder das Schma Jisrael noch die Zehn Gebote. Es reichte den Verfassern offenbar, dass diese Texte im Deuteronomium enthalten waren, das mit dem hermeneutischen Schlüssel der Tempelrolle gelesen werden sollte.
In den Höhlen am Toten Meer fanden Beduinen antike Gebetsriemen (Tefillin); die ältesten Exemplare stammen aus dem 2. Jahrhundert v. Chr. Die Bewohner von Qumran haben demnach Dtn 6,8–9  befolgt, aber nicht in der Weise, wie diese Gebote später im rabbinischen Judentum interpretiert wurden. Die antiken Tefillin waren lederne Kapseln mit bis zu vier Fächern, die teilweise noch beschriftete Pergamentstücke enthielten, außerdem separate Lederriemen und Pergamentstücke ohne Kapseln. Einige davon hält man für Mesusot, wobei allerdings kein antikes Gehäuse einer Mesusa bekannt ist. Unter den Bibeltexten, die in Tefillin enthalten waren, ist auch der Dekalog, der im antiken Judentum eine sehr hohe Stellung hatte.

### Deuteronomium im Neuen Testament
Nicht nur in Qumran, auch in der Urchristenheit war das Deuteronomium eine viel gelesene Schrift. Nach den Psalmen und Jesaja steht es an dritter Stelle der im Neuen Testament häufig zitierten alttestamentlichen Schriften.
Ein Beispiel aus der Logienquelle Q, das Matthäusevangelium (Mt 4,1–11 ) übernahm diesen Abschnitt fast unverändert: Jesus verbringt nach seiner Taufe 40 Tage fastend in der Wüste und wird vom Teufel in Versuchung geführt. Dreimal wehrt Jesus die Versuchung mit einem Zitat aus dem Deuteronomium ab (Dtn 8,3 ; Dtn 6,16  und Dtn 6,13 ). Der Verfasser der Jesus-Erzählung las das Deuteronomium in seiner griechischen Fassung und bezog aus dem Kontext weitere Stichworte: Nach Dtn 8,2–5  führte (ἤγαγεν ḗgagen) Gott das Volk Israel für 40 Jahre in die Wüste, indem er es versuchte (ἐκπειράσῃ ekpeirásē), ob es seine Gebote halte, und um es zu erziehen wie einen Sohn. Für den Evangelisten Matthäus ist Jesus Gottes Sohn, indem er das Grundgebot der Gottesliebe hält. Einen weitergehenden Bezug der Versuchungserzählung auf das Schma Jisrael sah Birger Gerhardsson: Die erste Versuchung zeige, dass man Gott von ganzem Herzen lieben solle, die zweite, mit dem ganzen Leben, die dritte, mit ganzer Kraft bzw. mit dem ganzen Eigentum.

„Die Versuchungserzählung wurde nicht von einem schlichten Geist niedergeschrieben, der seine Geschichte mit Hilfe einiger Zitate aus einer alten und hochgeschätzten Schriftrolle komponierte. Im Gegenteil, wir haben hier eine Erzählung, die den Stempel spätjüdischer und frühchristlicher schriftgelehrter Tradition trägt. Es ist ein Beispiel eines frühen christlichen Midrasch.“

Die Lebensweise der Jerusalemer Urgemeinde beschrieb der Verfasser der Apostelgeschichte (Apg 2–5) mit Motiven des Deuteronomiums. Insbesondere sollte es in der christlichen Gemeinde keine Armen mehr geben (vgl. Dtn 15,4 ), weil vorhandene Güter geteilt wurden. Die Freude, die das Deuteronomium mit den Pilgerfesten am Zentralheiligtum verbindet, wurde in der christlichen Mahlfeier erlebbar (Apg 2,44–46 ). Vermittelt durch die Apostelgeschichte, wirken Themen des Deuteronomiums auf die moderne christliche Pastoraltheologie ein.
Paulus von Tarsus entwickelte seine Rechtfertigungslehre in Auseinandersetzung mit dem Deuteronomium. Ein Beispiel: Im Römerbrief (Röm 10,6–9 ) legte Paulus Dtn 30,12–14  für seine christlichen Leser aus. Paulus entnahm dem Deuteronomium einerseits, dass es für Israel wirklich auf das Tun der Gebote ankomme, und andererseits, dass Israel trotz seines Ungehorsams von Gott angenommen werde. Die Spannung zwischen „Gesetz und Evangelium“, kennzeichnend für paulinische Theologie, war also im Deuteronomium schon angelegt.

### Pessach-Haggada

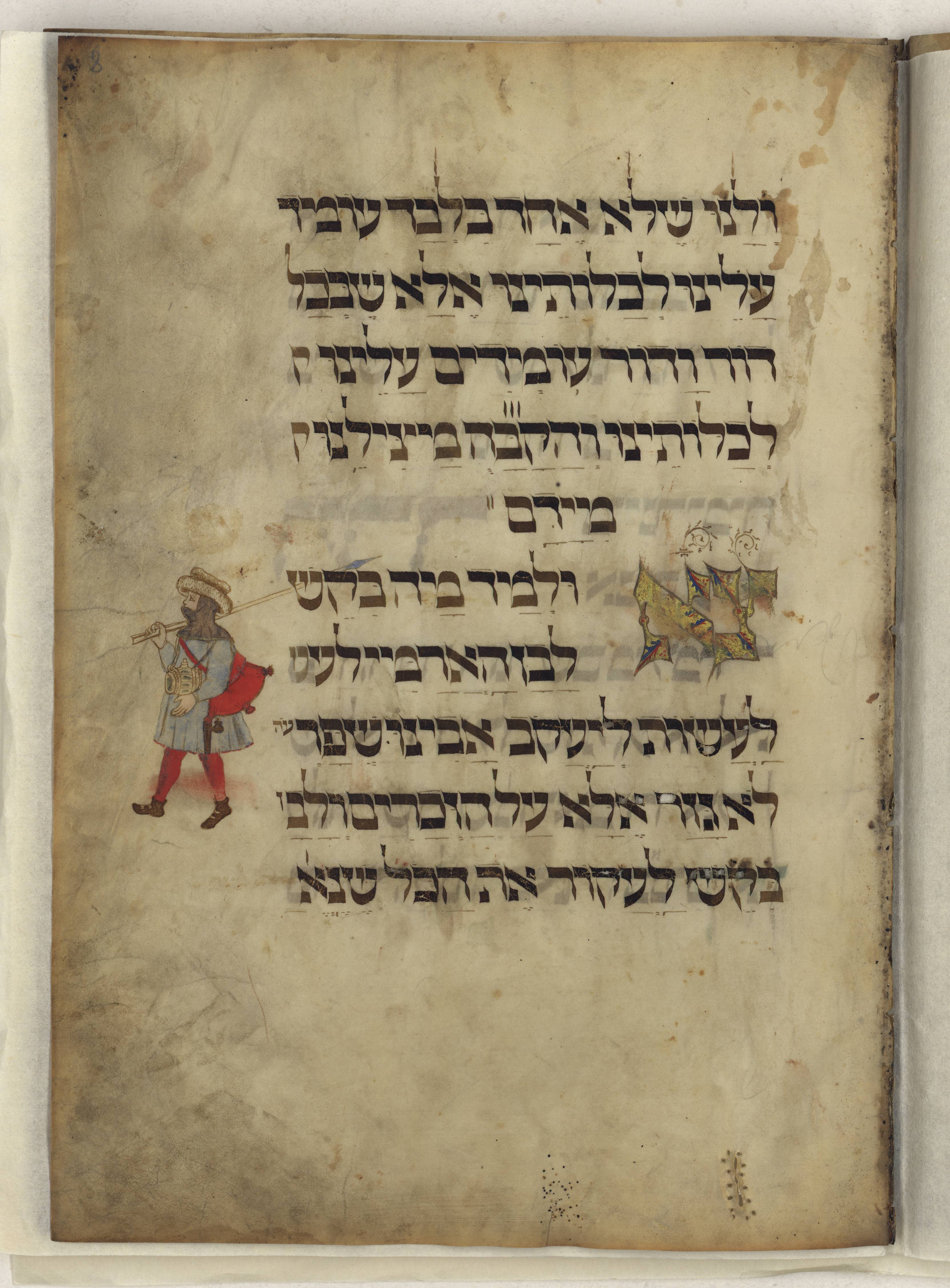
Der Abschnitt ze u-lemad beginnt mit den großen Buchstaben צא. Rothschild-Haggada, Italien um 1450 (Israelische Nationalbibliothek, Ms. Heb. 4° 6130)

Der Sederabend, mit dem das jüdische Pessachfest beginnt, nahm Elemente des antiken Symposions auf; dazu gehört ein Tischgespräch mit pädagogischem Charakter. Die Mischna (Pesachim X4) legte fest, dass jeder verpflichtet sei, den Abschnitt Dtn 26,5–10  seinen Kindern ausführlich zu erklären und traditionelle sowie eigene Interpretationen anzuführen. Im Ablauf des Seder gibt es zunächst eine Beracha (Lobspruch: Gott, der seine Versprechungen hält), sodann den Abschnitt ze u-lemad: „Geh und lerne, was Laban, der Aramäer, unserem Vater Jakob antun wollte …“ Sodann folgt in der Pessach-Haggada, dem Textbuch für den Sederabend, eine traditionelle Auslegung von Dtn 26,5–10. Es ist eine Kompilation verschiedener Midraschim, die wohl im Frühmittelalter ihre abschließende Form erhielt.
Eine Besonderheit der Pessach-Haggada ist die Interpretation des Verses Dtn 26,5 . Hier stellt sich auch für den heutigen Leser ein Problem: Auf welche biblische Gestalt passt die Aussage „Mein Vater war ein heimatloser Aramäer. Er zog nach Ägypten …“? Am ehesten wohl auf Jakob, aber der ist im Buch Genesis nicht als Aramäer dargestellt.
- Die Übersetzer der Septuaginta fanden eine elegante Lösung, indem sie die Worttrennung im hebräischen Konsonantentext änderten (ארם יאבד אבי statt ארמי אבד אבי),[114] wodurch sich folgende Übersetzung ergibt: „Mein Vater gab Syrien auf, ging hinunter nach Ägypten …“[115]
- Der Kunstgriff des Midrasch besteht darin, die Vokalisierung des Konsonantentextes zu ändern: ʾArami ʾived ʾavi statt ʾArami ʾoved ʾavi. Mit dieser Vokalisierung hat der Satz folgende Bedeutung: „Ein Aramäer suchte meinen Vater zu vernichten.“ Nun ist klar: Der „Vater“ ist der Patriarch Jakob, der „Aramäer“ ist Jakobs Schwiegervater Laban, der im Buch Genesis eine ambivalente Haltung gegenüber Jakob einnimmt. In der Pessach-Haggada wird Laban zum Schurken der Geschichte. Nach Louis Finkelstein ist dieses Textverständnis, das dann in der Pessach-Haggada Aufnahme fand, der älteste Midrasch in der rabbinischen Literatur. Er datiert ihn ins 3./2. Jahrhundert v. Chr. und damit in die Zeit der Auseinandersetzungen zwischen Anhängern der Seleukiden und der Ptolemäer in Jerusalem. Beide Gruppen kann man hinter den Begriffen Aramäer/Syrien bzw. Ägypten vermuten.[116]

Die von der Pessach-Haggada vertretene Vokalisierung wird auch von den Übersetzern des Deuteronomiums ins Aramäische (Targum Onkelos) und ins Arabische (Saadja Gaon) geteilt. Aus philologischen Gründen lehnte Abraham ibn Esra dieses Textverständnis ab, ebenso Obadja ben Jacob Sforno und Samuel ben Meir. Damit war die Deutung auf Laban in der rabbinischen Exegese zwar weitverbreitet und durch die Haggada popularisiert, aber nicht unumstritten.

### Deuteronomium und Halacha
Dtn 13,1  enthält die sogenannte Kanonformel. Sie wird aber, wie Hanna Liss erläutert, im Judentum nicht so verstanden, „als ob man nur das auszuführen habe, was die Tora gebietet (und nur auf diese Weise). Die Rabbinen haben stets Gebote an die Aktualität der Situation angepasst, Gesetze hinzugefügt oder Strafmaßnahmen uminterpretiert.“ Passagen und ganze Traktate der Mischna beziehen sich auf Abschnitte des Deuteronomiums. Günter Stemberger nennt folgende Beispiele:
- Rezitation des Schma Jisrael (Dtn 6,4–9 EU; Dtn 11,13ff. EU): Mischna Brachot, Kapitel 1–2;
- Zehnt (Dtn 14,22–27 EU; Dtn 26,12–15 EU): Mischna Maʿasrot und Mischna Maʿaser Scheni;
- Erstlingsfrüchte (Dtn 26,1–11 EU): Mischna Bikkurim;
- Leviratsehe (Dtn 25,5–11 EU): Mischna Jevamot;
- Ausnahmen vom Militärdienst (Dtn 20,1–9 EU) und Sühnung eines Mordes bei unbekanntem Täter (Dtn 21,1–8): Mischna Sota, Kapitel 8.

Zu Mischna-Traktaten gibt es Parallelen in der Tosefta und eine weitere Entfaltung des Stoffes in den Talmudim.
Ein Beispiel für die Entfaltung einer biblischen Halacha ist בל תשחית Bal Taschchit („Vernichte nichts!“): Dtn 20,19–20  ist im Bibeltext bezogen auf Obstbäume, die unter Schutz gestellt werden. Heute versteht man das so, dass Obstbäume stellvertretend für alle Pflanzen genannt sind. Bal Taschchit steht heute für Schonung der natürlichen Ressourcen und Umweltschutz überhaupt.

### Mose als Typus des Papstes

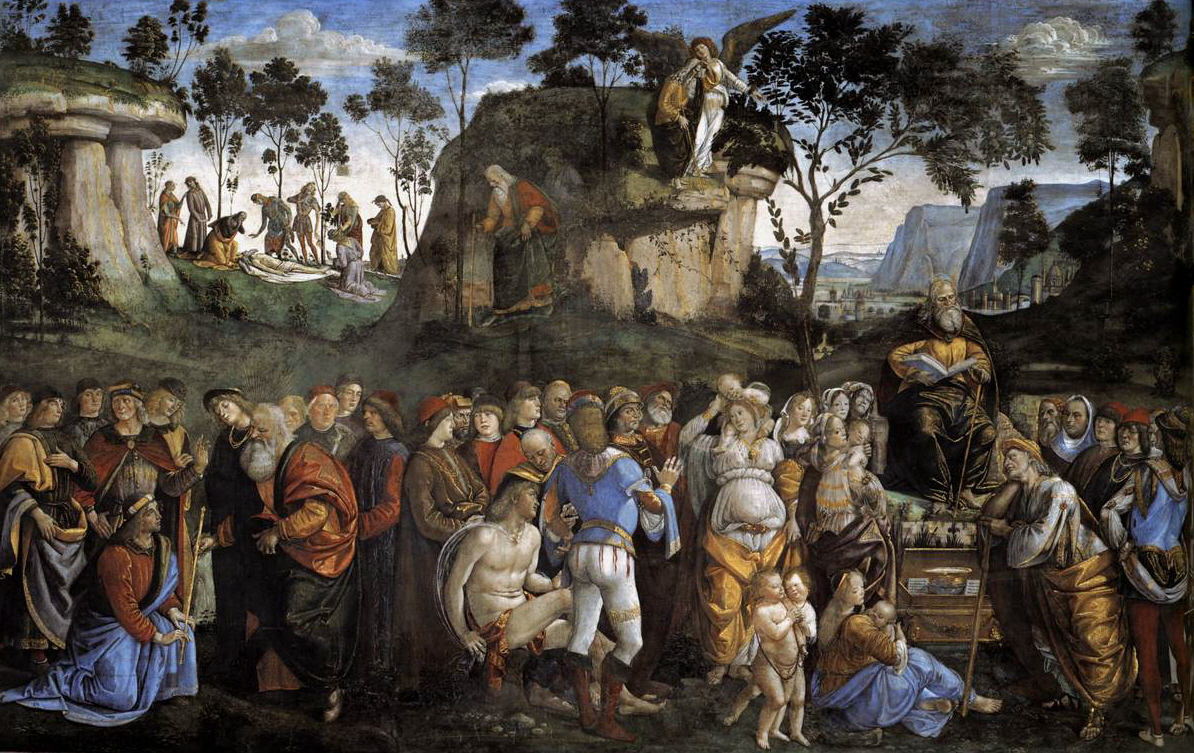
Luca Signorelli: Testament und Tod des Mose

In keiner europäischen Stadt ist Mose visuell so präsent wie im Rom der Renaissance. Mose konnte nämlich als Bild für Christus (typus Christi) und als Bild für den Papst (typus papae) interpretiert werden. Die Grundlage für diese humanistische Beschäftigung mit der Figur des Mose war ein Werk der christlichen Spätantike: Gregor von Nyssas „Leben des Mose“ (De vita Moysis), das 1446 aus dem Altgriechischen ins Lateinische übersetzt worden war. Das Werk wurde am päpstlichen Hof gelesen und weckte das Interesse, die Autorität und das Prestige der Päpste mit Hilfe der Mose-Typologie zu fördern. Der umbrische Humanist Lilio Tifernate verehrte Papst Sixtus IV. 1480 eine lateinische Übersetzung von Philo von Alexandrias „Leben des Mose“. Das altgriechische Original des jüdischen Gelehrten Philo hatte schon Gregor von Nyssa als Quelle für viele Einzelheiten seiner Mose-Biografie gedient.
Vor diesem Hintergrund wurde das Bildprogramm für die Ausmalung der Sixtinischen Kapelle festgelegt. An den Wänden stehen Szenen aus dem Leben des Mose Szenen aus dem Leben Christi gegenüber. Sie sind so ausgewählt, dass Parallelen zwischen Christus und Mose als Herrscher, Priester und Gesetzgeber ihrer jeweiligen Gemeinschaften suggeriert werden. Über diesem Bilderzyklus sind Porträts der frühen Päpste zu sehen, so dass auch die Papst-Typologie beim Betrachter in Erinnerung gerufen wird.
Das Fresko „Testament und Tod des Mose“ malte Luca Signorelli 1482 für diesen Bilderzyklus. Hier sind die verschiedenen Ereignisse von Moses Todestag zu sehen und damit wesentliche Motive des Buchs Deuteronomium:
- im Vordergrund links die Einsetzung des Josua durch Übergabe eines Stabes;
- im Vordergrund rechts die Verlesung des Gesetzes, wobei Mose auf seinem Lehrstuhl die Volksmenge überragt;
- im zentralen Hintergrund Moses Ausblick auf das Land der Verheißung.

Tod und Begräbnis des Mose hat der Künstler in eine Felslandschaft links im Hintergrund verlegt, während im Vordergrund der lehrende Mose und die um ihn gescharte Volksmenge – Frauen und Männer, Greise und Kinder – den Blick des Betrachters auf sich zieht. Ein aufmerksam zuhörender junger Mann in der Bildmitte ist als Gegenüber des greisen Mose besonders hervorgehoben. Vielleicht repräsentiert er die Nichtjuden, die sich im Lager der Israeliten befinden (vgl. Dtn 29,11 ). Das Testament des Mose hat in der Sixtinischen Kapelle sein typologisches Gegenüber in der Jüngerbelehrung beim Letzten Abendmahl.

### Calvins Deuteronomium-Predigten

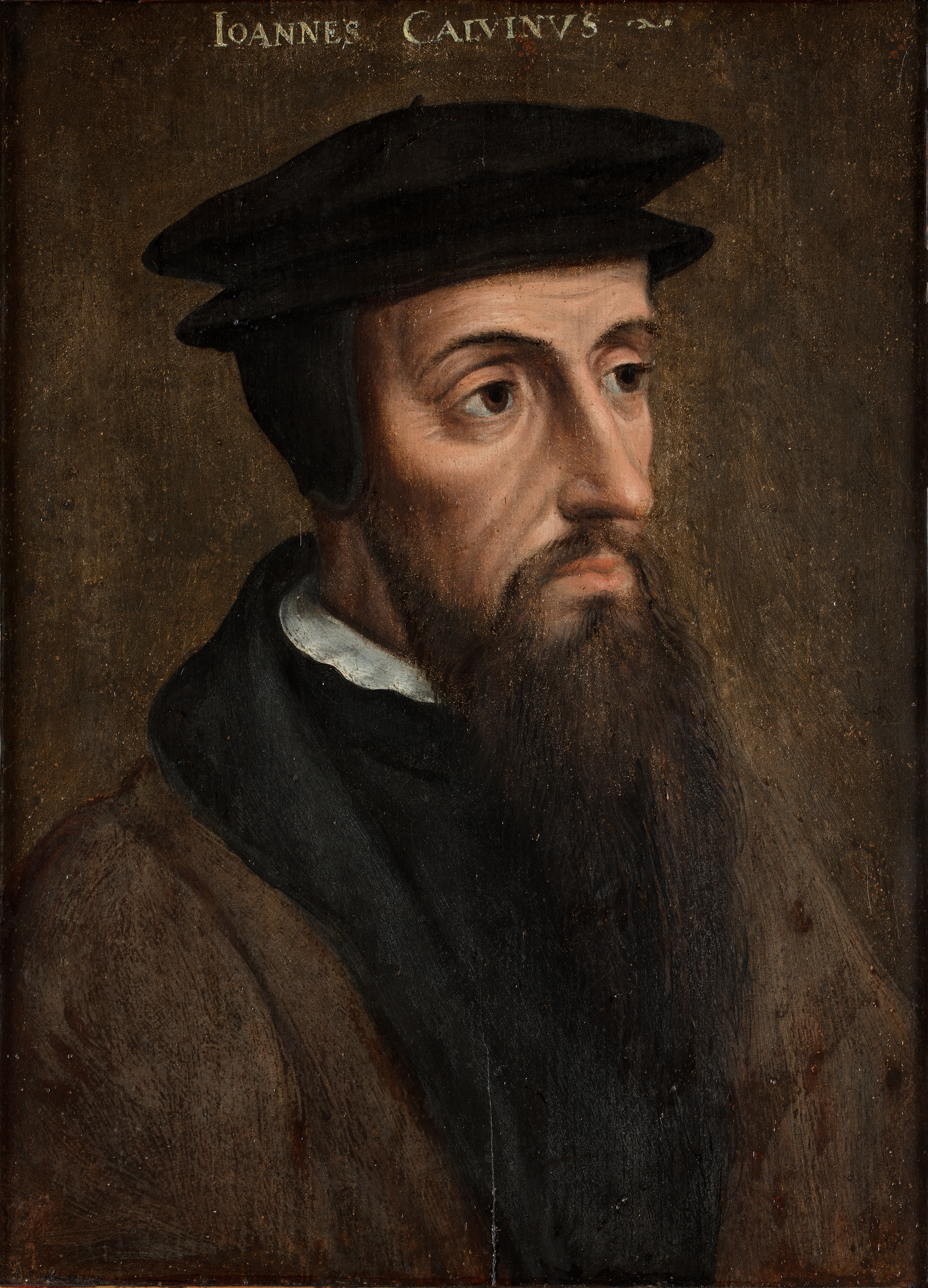
Johannes Calvin, anonymes Porträt um 1550 (Museum Catharijneconvent)

In 200 Predigten legte Johannes Calvin vom 20. März 1555 bis zum 15. Juli 1556 seiner Genfer Gemeinde das Deuteronomium fortlaufend aus. Er hatte dieses biblische Buch wahrscheinlich ausgewählt, um sozialethische Themen ansprechen zu können. Die Hörerschaft lebte vorwiegend im Wohlstand.

„Oh, es scheint den Reichen, die Armen dürften gar nicht in ihre Nähe kommen. Sie möchten gleichsam eine getrennte Welt haben. Wenn’s nicht so wäre, dass sie von den Armen bedient werden wollen, wären sie ganz zufrieden damit, sie überhaupt nie zu sehen.“

Grundsätzlich galt für Calvin: Warum einige Menschen arm sind und andere reich, ist das Geheimnis Gottes. Die Christen würden von Gott durch ungleiche Güterverteilung vor verschiedene Aufgaben gestellt, an denen sich zeigen solle, wie sie sich ethisch bewährten. Calvin kombinierte Dtn 15,4  und Dtn 15,11  zum Grundsatz: Bettelei muss rigoros unterbunden werden, den Armen dagegen muss man helfen. Die spätmittelalterliche Almosenfrömmigkeit begünstige nur Betrüger. In seinen Deuteronomium-Predigten stellte Calvin allerdings kein neuartiges Konzept vor, wie die Armen besser unterstützt werden könnten. Bereits vor Calvins Ankunft hatte die Stadt Genf ihre Armenfürsorge reorganisiert.
Calvin hatte insofern ein historisches Bewusstsein, dass er nicht versuchte, Sozialgesetze des antiken Israel auf das Genf seiner Zeit zu übertragen. Aber die Grundintention der Gesetze sei überzeitlich und exemplarisch. „Besonders fasziniert ihn die biblische Vorstellung, dass das Land von Gott seinen Besitzern nur als Leihgabe zur Verfügung gestellt worden ist. […] Wenn nämlich Arme die Reichen darum bitten, ihnen etwas von ihrem Besitz zu überlassen, fordern sie im Auftrag Gottes so etwas wie den Pachtzins“, kommentiert Frank Jehle. Calvin analysierte auch, warum Reiche sich oft an ihren Reichtum klammerten, und machte dahinter Zukunftsangst aus. Jehle vergleicht Adam Smiths und Calvins Wirtschaftsethik und findet einen grundsätzlichen Unterschied: „Nach Adam Smith führt der egoistische Trieb des einzelnen unwillkürlich zum Wohl der Allgemeinheit. Nach Calvin ist der egoistische Trieb Ausdruck von Misstrauen und Glaubenslosigkeit und hat die verhängnisvolle Auswirkung, dass die Reichen immer reicher werden.“

### Kontrastgesellschaft
Der Begriff Kontrastgesellschaft wurde durch die Brüder Gerhard und Norbert Lohfink geprägt. Gerhard Lohfink, Neutestamentler, sah die Kirche dazu berufen, Kontrastgesellschaft zu sein. Zwei Aspekte der Kontrastgesellschaft Kirche fand er 1982 im Deuteronomium:
- eine strenge Trennung des Volkes Gottes von anderen Völkern (Dtn 7,6–8 EU), und
- die alternative Gesellschaftsordnung, worin sich das „heilige Volk“ von allen Völkern der Erde unterscheide (Dtn 7,11 EU).

Norbert Lohfink, einer der prägenden katholischen Alttestamentler im deutschen Sprachraum, verwendete den Begriff „Kontrastgesellschaft“ etwas später für das Gesellschaftsmodell des Deuteronomiums. Georg Braulik machte die Kontrastgesellschaft 1986 zum Leitmotiv seines Deuteronomium-Kommentars (Neue Echter-Bibel); die Bezugnahme auf die Ekklesiologie ist Programm: „Die im Dtn entworfene Gesellschaft gehört in die Vorgeschichte des Neuen Testaments. … Es ist ein besonderes Anliegen dieses Kommentars, die bis zu uns reichende ekklesiologisch-gesellschaftliche Weisungskraft des Dtn zum Sprechen zu bringen.“
Das ekklesiologische Konzept Kontrastgesellschaft war ein Phänomen vor allem der 1980er Jahre. Kritiker merkten seinerzeit an, dass die „Welt“ durchgängig negativ bewertet werde. Die Vertreter des Konzepts riefen dazu auf, modellhafte christliche Alternativgesellschaften aufzubauen. Die Kritiker meinten, dies sei für die Ortsgemeinden als ganze keine realistische Option. Wolfgang Huber sprach von einer „Flucht in die Kontrastgesellschaft“, die in zwei Spielarten anzutreffen sei: Kirche als „heilige Kontrastgesellschaft“, die sich als Hüterin vermeintlich zeitloser Glaubensüberzeugungen und Werte verstehe, und Kirche als „prophetische Kontrastgesellschaft“, die für sich in Anspruch nehme, die Ursachen für Armut und Hunger und die Mittel zu ihrer Überwindung zu kennen. Beide Kontrastgesellschaften haben, so Huber, einen elitären Zug.

### Paradigma kultureller Mnemotechnik
In mehreren Arbeiten hat der Ägyptologe Jan Assmann die Bedeutung des Deuteronomiums für die Begründung einer neuartigen kulturellen Mnemotechnik verdeutlicht. Diese habe in der Erzählung vom Fund des Tora-Buchs im Jerusalemer Tempel ihre Urszene oder Gründungslegende. Die Historizität sei fraglich, aber als „Erinnerungsfigur“ sei sie wichtig. Die Kultreform Joschijas machte den Tempel in Jerusalem zum einzigen legitimen Kultort: ein gewollter Traditionsbruch. Legitimiert werde dieser Umbruch durch ein plötzlich aufgetauchtes Buch, also eine „vergessene Wahrheit“. Das Thema Erinnerung werde dadurch dramatisiert. Vergessen und Erinnern sind Leitmotive im Deuteronomium.
Das Deuteronomium stelle acht Verfahren kulturell geformter Erinnerung vor:
1. Beherzigung – Einschreiben ins eigene Herz;
2. Weitergabe an die nächste Generation, Kommunikation;
3. Sichtbarmachung durch Körperzeichen (Tefillin);
4. Einschreiben an den Grenzen des eigenen Bereichs (Mesusa);
5. Einschreiben auf gekalkten Steinen, die öffentlich aufgestellt werden sollen;
6. Drei jährliche Pilgerfeste (Pessach, Schawuot, Sukkot) als Feiern der kollektiven Erinnerung;
7. Poesie als zusätzliche Form der Erinnerung – Lied des Mose in Dtn 31;
8. Niederschrift der Tora und Verpflichtung auf ihre regelmäßige Verlesung.

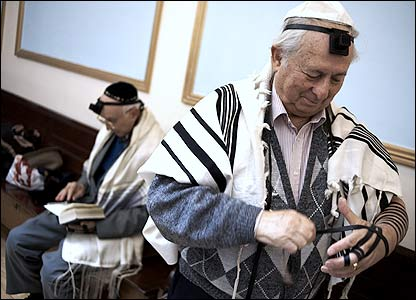
Anlegen von Tefillin
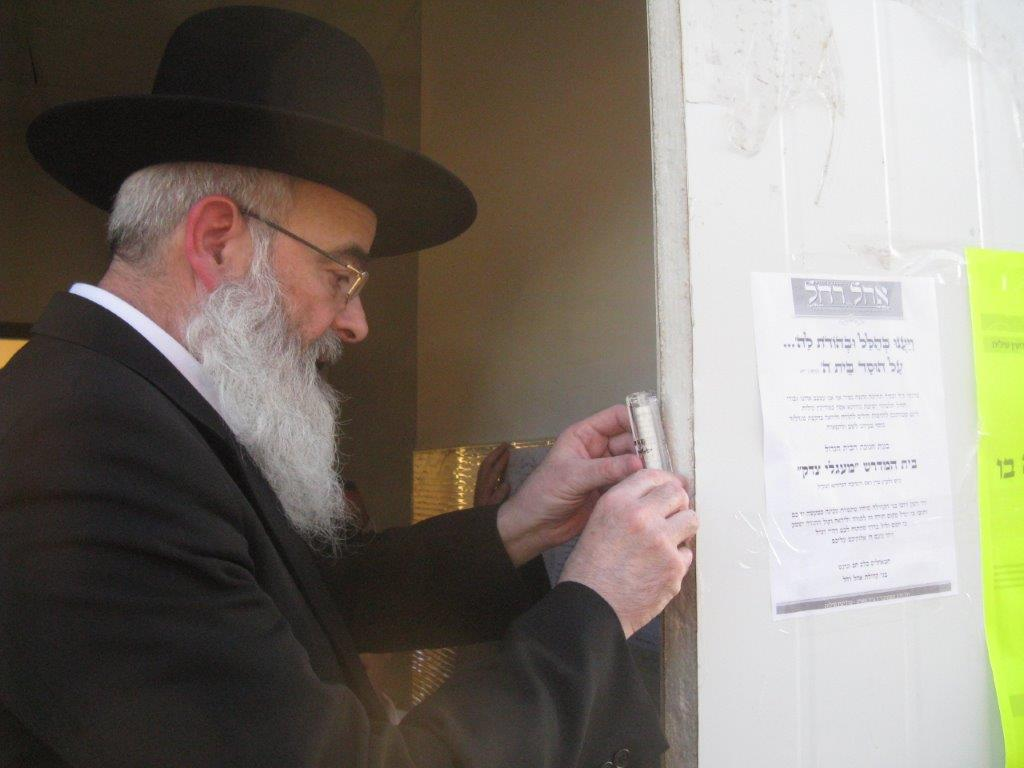
Anbringung einer Mesusa
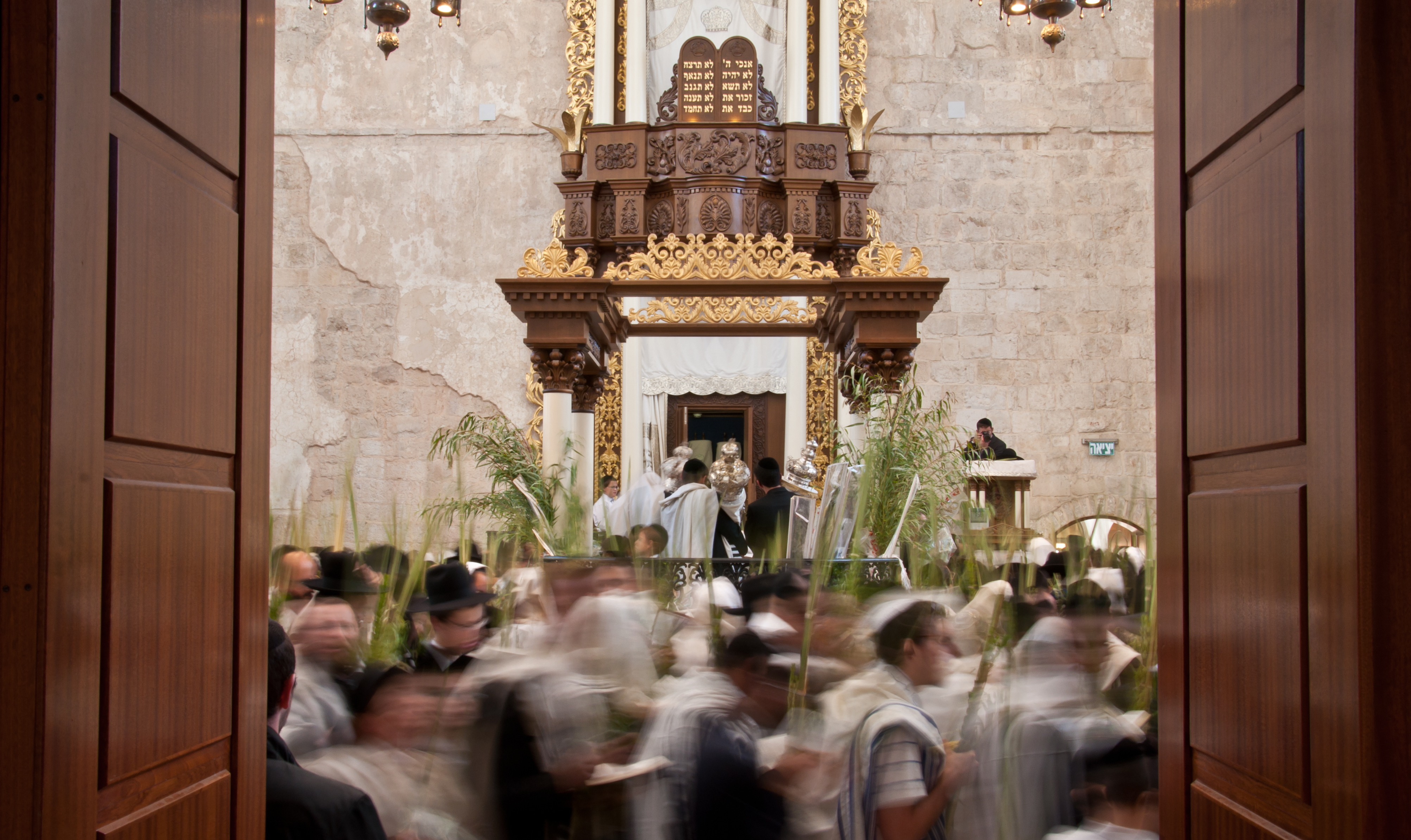
Pilgerfest Sukkot in Jerusalem
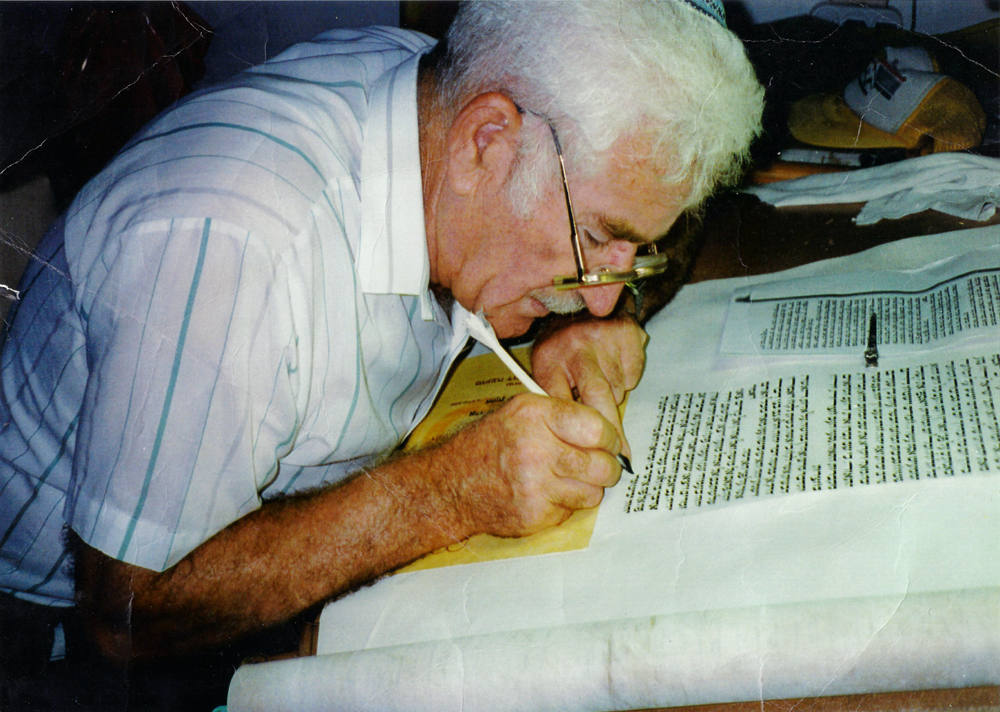
Toraschreiber bei der Arbeit
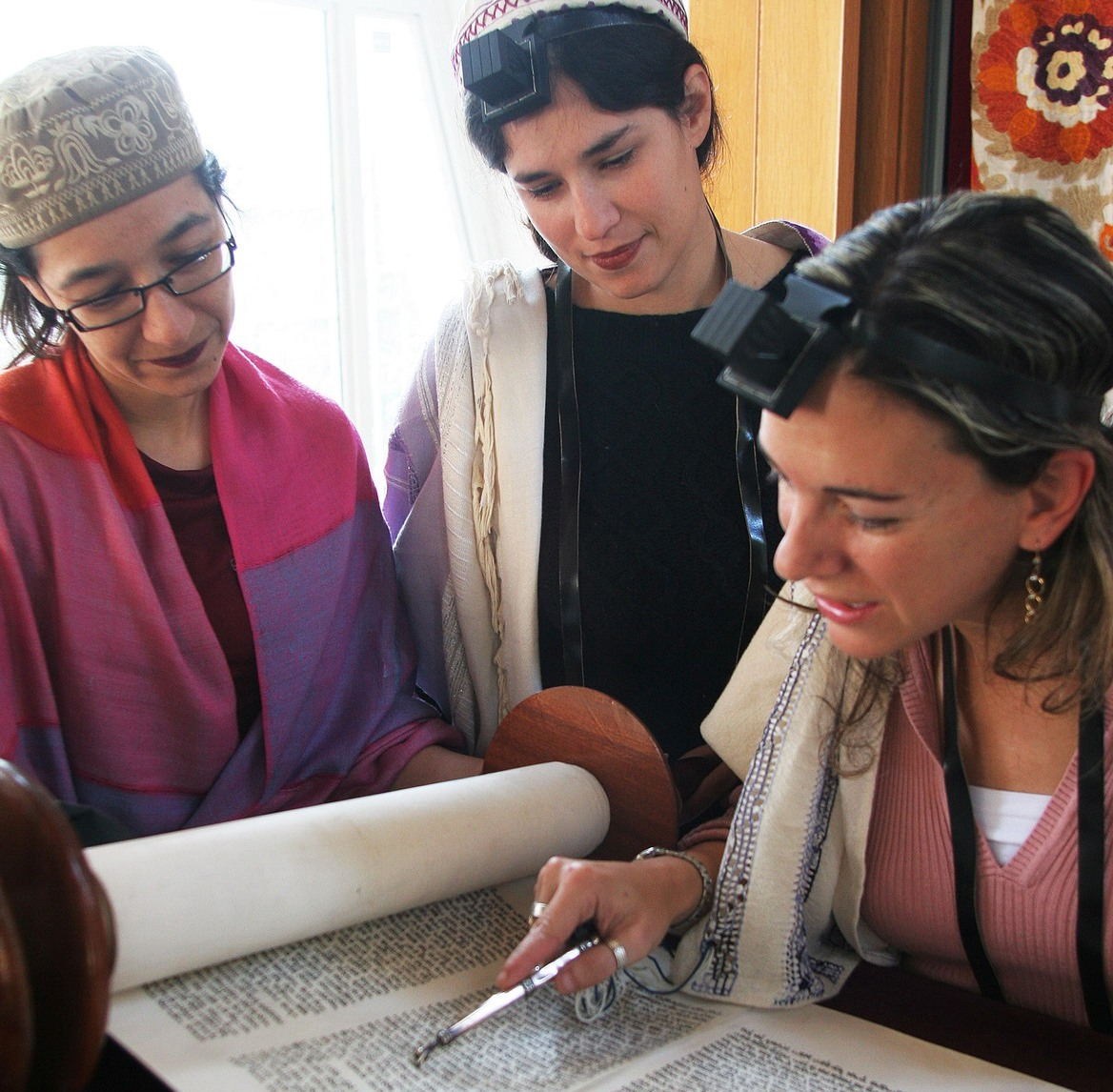
Toralesung

„Von diesen acht Formen kollektiver Mnemotechnik ist die achte die entscheidende. Sie bedeutet einen Eingriff in die Tradition, der die in ständigem Fluß befindliche Fülle der Überlieferungen einer strengen Auswahl unterwirft, das Ausgewählte kernhaft verfestigt und sakralisiert, d. h. zu letztinstanzlicher Hochverbindlichkeit steigert und den Traditionsstrom ein für allemal stillstellt.“

## Forschungsgeschichte
Die mittelalterlichen jüdischen Kommentatoren befassten sich intensiv mit dem Buch Deuteronomium. Folgende Stellen galten als besonders schwierig:
- Dtn 1,1 EU: Der Ausdruck „jenseits des Jordan“ im Mund des Mose wirkt eigenartig, da Mose den Jordan ja nie überschreiten durfte.
- Dtn 2,12 EU: Hier wird auf die Eroberung Kanaans zurückgeblickt, die für Mose in der Zukunft liegt.
- Dtn 2,34 EU; Dtn 3,4 EU: Die Formulierungen „zu jener Zeit“ und „bis zu diesem Tag“ implizieren, dass seitdem viel Zeit vergangen ist.
- Dtn 3,11 EU: Das Bett des Riesen Og als Beweis für seine Riesengröße impliziert, dass Og schon lange verstorben ist.
- Dtn 31,24 EU: Ein Buch kann nicht Aktionen des Autors nach dessen Fertigstellung beschreiben.

Abraham ibn Esra vermutete deshalb im 12. Jahrhundert, im Buch Deuteronomium seien einige Sätze nach dem Tod des Mose hinzugefügt worden. Ibn Esra drückte sich jedoch unklar aus, wohl um Sanktionen zu vermeiden.
Baruch de Spinoza vertrat 1670 im Tractatus theologico-politicus die Meinung, Esra habe ein großes Geschichtswerk verfasst, das die Zeit von der Weltschöpfung bis zur Zerstörung Jerusalems behandle, bzw. die biblischen Bücher von Genesis bis zum 2. Buch der Könige (sogenannter Enneateuch, „Neunbuch“). In kritischer Auseinandersetzung mit Spinoza entwickelte der Oratorianer Richard Simon 1678 seinerseits eine Enneateuch-Hypothese: „Öffentliche Schreiber“ und „öffentliche Redner“ hätten die Tora des Mose fortentwickelt, und Esra habe diese Texte gesammelt und überarbeitet.

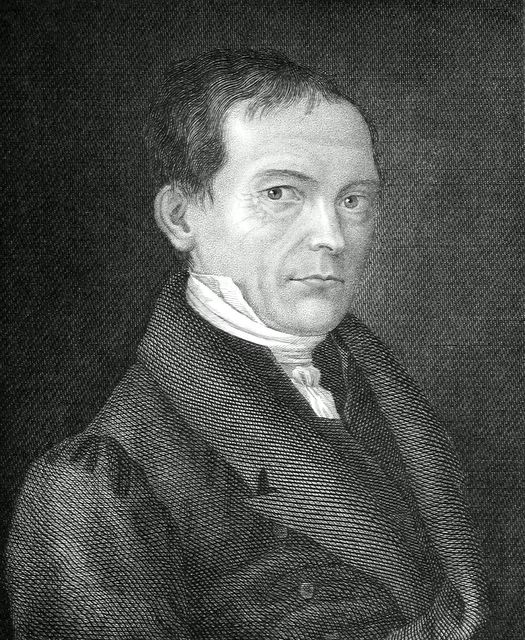
Wilhelm Martin Leberecht de Wette

Das 19. Jahrhundert begann mit einem Paukenschlag für die Deuteronomiumsforschung: Wilhelm Martin Leberecht de Wette stellte in seiner Jenaer Dissertation 1805 die These auf, das im Tempel gefundene Tora-Buch (2 Kön 22,8–10) sei eine frühe Form des Deuteronomiums und stehe in Zusammenhang mit den Reformmaßnahmen König Joschijas. Und – das war das eigentlich Neue – es sei auch erst in dieser Zeit, kurz vor seiner Auffindung, verfasst worden, folglich sei Mose nicht der Autor gewesen.

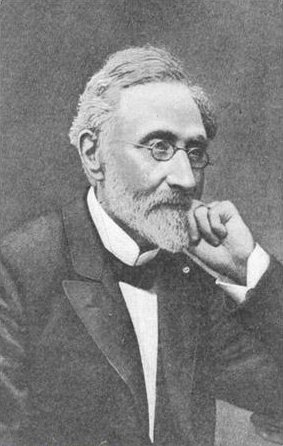
Heinrich Graetz

Von de Wettes These ausgehend, stellten sich der Forschung neue Fragen: Handelte es sich beim Ur-Deuteronomium um einen frommen Betrug – reformfreudige Hofbeamte schrieben ein Werk, das ihre Anliegen enthielt, und deponierten es im Tempel so, dass es bald gefunden werden musste? Oder war die Erzählung vom Buchfund eine Legende, um dem Deuteronomium ein hohes Alter, und das hieß: große Autorität, zu verschaffen? Darüber wurde im 19. und frühen 20. Jahrhundert intensiv diskutiert, woran auch jüdische Theologen und Historiker teilnahmen, die sich unterschiedlich positionierten. Heinrich Graetz z. B. konnte de Wettes Theorie in seine Geschichtskonzeption integrieren: „Ist das Buch uralt? Oder ist es erst kurz vor seinem Auffinden geschrieben worden? Müßige Fragen! Wenn auch nicht uralt, so kommt ihm kein Gesetzbuch der schriftkundigen Völker an Alter gleich, wie es auch alle Gesetzbücher an Erhabenheit und Schönheit übertrifft. Ein Gesetzbuch mit gewinnender Herzlichkeit und milder Innigkeit ist gewiß eine seltene Erscheinung.“

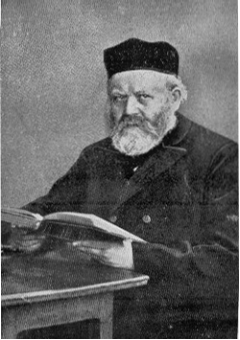
David Hoffmann

David Hoffmann dagegen verteidigte die mosaische Autorschaft in mehreren Kommentaren zum Pentateuch, weil hier aus seiner Sicht etwas Entscheidendes auf dem Spiel stand. Seinem Kommentar zum Buch Levitikus stellte er einige hermeneutische Grundsätze voran, die so beginnen: „Der jüdische Erklärer des Pentateuchs hat einen besonderen Umstand zu berücksichtigen, … der ihm gewissermaßen die Gesetze für seine Exegese vorschreibt. Dieser Umstand ist: unser Glaube an die Göttlichkeit der jüdischen Tradition.“
Die Päpstliche Bibelkommission verwarf 1906 die Neuere Urkundenhypothese und lehrte verbindlich, dass Mose der Verfasser des Pentateuch sei. Dies müsse aber nicht als eigenhändiges Schreiben oder Diktat des Mose aufgefasst werden; möglicherweise hätten mehrere Schreiber unter Aufsicht des Mose den Text erstellt. Ältere Quellen und mündliche Traditionen könnten mit Billigung Moses eingearbeitet worden sein; Textänderungen und Überlieferungsfehler in der nachmosaischen Zeit seien möglich. Damit war für römisch-katholische Alttestamentler das Feld ihrer Pentateuchforschung verbindlich abgesteckt. (Mitte des 20. Jahrhunderts öffnete sich die römisch-katholische Kirche für die Bibelwissenschaften, zunächst in der Bibelenzyklika Divino afflante Spiritu und dann im Kontext des Zweiten Vatikanischen Konzils.)
Im frühen 20. Jahrhundert wurde die Schwäche der de Wetteschen These unübersehbar. Denn was stand in dem Ur-Deuteronomium aus der Zeit Joschijas? Jetzt wurde es methodisch schwierig. Die Abgrenzung des Ur-Deuteronomiums erfolgte anhand der Joschija in 2 Kön 22–23 zugeschriebenen Reformmaßnahmen. 2 Kön 22–23 ist aber selbst ein redaktionell (deuteronomistisch) bearbeiteter Text: ein Zirkelschluss. Gustav Hölscher kritisierte 1922 die Versuche, ein Ur-Deuteronomium zu rekonstruieren, indem man „hinüberschiele“, welche Texte im Deuteronomium auf die in 2 Kön 22–23 beschriebenen Reformen Joschijas passten. Hölscher selbst sah im Deuteronomium einen utopischen Gesellschaftsentwurf der nachexilischen Zeit. Er verwies z. B. auf den „weltfremden Idealismus des Gesetzgebers“, der sich in den Sozialgesetzen des Deuteronomiums zeige: „Man kann das Deuteronomium wohl als Appell an die milde Gesinnung begreifen, aber schwerlich als Staatsgesetz.“
Für die Neuere Urkundenhypothese war eine Datierung des Deuteronomiums nach dem Jahwisten und vor der Priesterschrift aber unverzichtbar, deshalb musste der Zusammenhang des Deuteronomiums mit der Reform König Joschijas unbedingt gewahrt bleiben. Aus diesem Grund lehnten die namhaften deutschen protestantischen Alttestamentler eine Spät- wie auch Frühdatierung des Deuteronomiums einhellig ab. Zwei Wege standen der Deuteronomiumsforschung danach offen:
- Analyse der literarischen Schichtung anhand des Wechsels der Anrede zwischen „du“ und „ihr“ (Carl Steuernagel). Als Faustregel galt: Formulierungen im Singular seien älter, pluralische Formulierungen seien später ergänzt.[150]
- Annahme sehr alter, vorstaatlicher Quellentexte, die in das Ur-Deuteronomium eingearbeitet seien (Gerhard von Rad).

Indem er das Deuteronomium nicht als Teil des Pentateuch, sondern als Teil des deuteronomistischen Geschichtswerks (DtrG) verstanden wissen wollte, „immunisierte“ Martin Noth die Urkundenhypothese gegen mögliche Anfragen der Deuteronomium-Fachleute. So ging die alttestamentliche Wissenschaft im 20. Jahrhundert von der Annahme aus, dass ein tiefer Bruch zwischen den Büchern Numeri und Deuteronomium bestehe, während das Deuteronomium mit den nachfolgenden Geschichtsbüchern (Josua bis 2. Buch der Könige) vielfältig verbunden sei. „Das Dtn war zunächst Kopfstück des deuteronomistischen Geschichtswerks, bevor es dann im Zuge der Formierung der Tora dem Tetrateuch [= die Bücher Genesis, Exodus, Levitikus, Numeri] als dessen Ende zugeschlagen wurde.“ Hatte Noth eine Verfasserpersönlichkeit (den Deuteronomisten) hinter dem Deuteronomistische Geschichtswerk gesehen, so ging die Exegese bald davon ab und postulierte eine Deuteronomistische Schule, die über einen längeren Zeitraum die geschichtlichen Bücher der Hebräischen Bibel überarbeitet habe. Zunächst wurde vorausgesetzt, dass die Redaktoren das Deuteronomium (bis auf die Einleitungskapitel 1–3) en bloc übernommen hatten. Horst-Dietrich Preuß dagegen rechnete damit, dass sie auch im Deuteronomium selbst bearbeitend tätig geworden waren. Damit war in den 1980er Jahren die Untersuchung des „deuteronomistischen Deuteronomiums“ eröffnet. Irritierenderweise ließ sich die im Deuteronomium etwa von Dietrich Knapp (1987) ermittelte Schichtung nicht zu dem sogenannten Göttinger Schichtenmodell des Deuteronomistischen Geschichtswerks in Beziehung setzen.
Das Deuteronomium hat eine eigenartige Zwischenstellung, mit der es sowohl in der Neueren Urkundenhypothese als auch in der Hypothese des Deuteronomistischen Geschichtswerks schwer zu integrieren war. „Doch nachdem sowohl die Neuere Urkundenhypothese als auch die These des DtrG ins Wanken geraten sind, ist die Partie wieder eröffnet“, schrieb Reinhard Gregor Kratz 2002. Beispielsweise nehmen Vertreter des Münsteraner Pentateuchmodells ein „großes nachexilisches Geschichtswerk“ an, das in der Grundidee nichts anderes ist als der Enneateuch, wie er schon von Spinoza und Simon im 17. Jahrhundert vertreten wurde.
An der Wende zum 21. Jahrhundert war die diachrone, am historischen Wachstum des Textes interessierte Analyse in den Ruf geraten, dass sie mit ihrem Instrumentarium den Text in kleine und kleinste Fragmente zerlege, die aber hypothetisch bleiben und über die meist kein Konsens erzielt werden kann. Im Ergebnis nehme sie dem Exegeten das einzig Sichere, was er in Händen hält: den Text. Die synchrone Analyse wird etwa seit der Jahrtausendwende von vielen Exegeten bevorzugt, ist aber noch dabei, ihr Instrumentarium zu entwickeln. Sie befasst sich mit dem Text, wie er jetzt vorliegt. Im Hintergrund steht der Literary Turn in der Exegese des Alten Testaments: Anstatt die Autoren und Redaktoren und ihre mutmaßlichen Interessen zu rekonstruieren, steht nun die Interaktion zwischen Text und Leser im Mittelpunkt. Aus der Fülle neuerer Arbeiten zwei Beispiele: Den ersten synchronen Gesamtentwurf zum Deuteronomium legte Jean-Pierre Sonnet 1997 vor. Sonnet untersucht das Motivs der Verschriftung durch Mose als selbstreflexiven Legitimationsmodus im Deuteronomium. Geert Johan Venema (2004) sieht die Hebräische Bibel als literarischen Text, in dem Texte auf andere Texte verweisen, aber nicht auf eine Realität außerhalb der Textwelt. Der Kanon setze den Rahmen, innerhalb dessen Texte aus verschiedenen biblischen Büchern, die ein gemeinsames Thema behandeln, miteinander ins Gespräch gebracht werden könnten.

### Textausgaben
- Biblia Hebraica Stuttgartensia. Deutsche Bibelgesellschaft, 5. Auflage Stuttgart 1997, ISBN 3-438-05219-9.
- Deuteronomy. אֵלֶּה הַדְּבָרִים. Hrsg. von Carmel McCarthy (= Biblia Hebraica Quinta. Faszikel 5). Deutsche Bibelgesellschaft, Stuttgart 2005. ISBN 978-3-438-05265-0.
- The Jerusalem Bible Edition of The Koren Tanakh. Hebräisch / Englisch. Koren Publishers, 3. Auflage Jerusalem 2015. ISBN 978-965-301-723-8. Standardausgabe der Hebräischen Bibel in Israel, englische Übersetzung (von Harold Fisch) genehmigt durch die Rabbiner Moshe Feinstein und Joseph B. Soloveitchik.

### Hilfsmittel
- Wilhelm Gesenius: Hebräisches und Aramäisches Handwörterbuch über das Alte Testament. Hrsg.: Herbert Donner. 18. Auflage. Springer, Berlin / Heidelberg 2013, ISBN 978-3-642-25680-6.

### Überblicksdarstellungen
- Georg Braulik: Das Buch Deuteronomium. In: Christian Frevel (Hrsg.): Einleitung in das Alte Testament. 9., aktualisierte Auflage. Kohlhammer, Stuttgart 2016, ISBN 978-3-17-030351-5, S. 152–182.
- Jan Christian Gertz: Das Deuteronomium. In: Jan Christian Gertz (Hrsg.): Grundinformation Altes Testament. 6., überarbeitete und erweiterte Auflage. Vandenhoeck & Ruprecht, Göttingen 2019, ISBN 978-3-8252-5086-7, S. 248–260.
- Hanna Liss: Das Buch Devarim (Deuteronomium). In: Tanach. Lehrbuch der jüdischen Bibel (= Schriften der Hochschule für Jüdische Studien. Band 8). Universitätsverlag C. Winter, 4., völlig neu überarbeitete Auflage Heidelberg 2019, ISBN 978-3-8253-6850-0, S. 213–256.
- S. Dean McBride Jr.: Art. Deuteronomium. In: Theologische Realenzyklopädie. Band 8, 1981, S. 530–542.
- Moshe Weinfeld, S. David Sperling: Art. Deuteronomy. In: Encyclopaedia Judaica. 2. Auflage, Band 5, 2007, S. 613–619.

### Forschungsberichte
- Eckart Otto: Perspektiven der neueren Deuteronomiumsforschung. In: Zeitschrift für die alttestamentlichen Wissenschaft. Band 119, 2007, S. 319–340.
- Horst Dietrich Preuß: Deuteronomium. (= Erträge der Forschung. 164). Wissenschaftliche Buchgesellschaft, Darmstadt 1982, ISBN 3-534-07266-9.
- Udo Rüterswörden: Alte und neue Wege in der Deuteronomiumsforschung. In: Theologische Literaturzeitung. Band 132, 2007, Sp. 877–889.

### Kommentare
- Eckart Otto: Deuteronomium 1,1–34,12. In: (Herders Theologischer Kommentar zum Alten Testament.) 4 Bände, Herder, Freiburg im Breisgau 2012–2017, ISBN 978-3-451-26808-3, ISBN 978-3-451-34145-8, ISBN 978-3-451-25077-4, ISBN 978-3-451-25078-1.
- Eduard Nielsen: Deuteronomium (= Handbuch zum Alten Testament. Band I,6). Mohr Siebeck, Tübingen 1995, ISBN 3-16-146253-X.
- Udo Rüterswörden: Das Buch Deuteronomium (= Neuer Stuttgarter Kommentar: Altes Testament. Band 4). Katholisches Bibelwerk, Stuttgart 2006, ISBN 3-460-07051-X.
- Timo Veijola: Das fünfte Buch Mose: Kapitel 1,1–16,17. (= Das Alte Testament Deutsch. Band 8,1 der Neubearbeitung). Vandenhoeck & Ruprecht, Göttingen 2004, ISBN 3-525-51138-8.

### Artikel und Monographien
- Ulrich Dahmen: Leviten und Priester im Deuteronomium. Literarkritische und redaktionsgeschichtliche Studien. (= Bonner biblische Beiträge. Band 110). PHILO, Bodenheim 1996, ISBN 3-8257-0039-9.
- Karin Finsterbusch: Deuteronomium. Eine Einführung. UTB 3626. Vandenhoeck & Ruprecht, Göttingen 2012, ISBN 978-3-8252-3626-7.
- Georg Fischer, Dominik Markl, Simone Paganini (Hrsg.): Deuteronomium – Tora für eine neue Generation (= Beihefte zur Zeitschrift für altorientalische und biblische Rechtsgeschichte. Band 17). Harrassowitz, Wiesbaden 2011, ISBN 978-3-447-06553-5.
- Jan Christian Gertz: Die Gerichtsorganisation Israels im deuteronomischen Gesetz (= Forschungen zur Religion und Literatur des Alten und Neuen Testaments. Band 165). Vandenhoeck & Ruprecht, Göttingen 1994, ISBN 3-525-53847-2.
- Bernard M. Levinson: Deuteronomy and the Hermeneutics of Legal Innovation. Oxford University Press, New York 1998. ISBN 978-0-19-515288-3.
- Norbert Lohfink: Studien zum Deuteronomium und zur deuteronomistischen Literatur 5. (= Stuttgarter biblische Aufsatzbände. Band 38). Katholisches Bibelwerk, Stuttgart 2005, ISBN 3-460-06381-5.
- Dominik Markl: Gottes Volk im Deuteronomium (= Beihefte zur Zeitschrift für altorientalische und biblische Rechtsgeschichte. Band 18). Harrassowitz, Wiesbaden 2012, ISBN 978-3-447-06763-8.
- Eckart Otto: Gottes Recht als Menschenrecht. Rechts- und literaturhistorische Studien zum Deuteronomium (= Beihefte zur Zeitschrift für altorientalische und biblische Rechtsgeschichte. Band 2). Harrassowitz, Wiesbaden 2002, ISBN 3-447-04276-1.
- Eckart Otto: Das Deuteronomium: Politische Theologie und Rechtsreform in Juda und Assyrien (= Beihefte zur Zeitschrift für die alttestamentliche Wissenschaft. Band 284). Walter de Gruyter, Berlin / New York 1999, ISBN 3-11-016621-6.
- Eckart Otto: Das postdeuteronomistische Deuteronomium als integrierender Schlußstein der Tora. In: Die Tora: Studien zum Pentateuch: Gesammelte Aufsätze (= Beihefte zur Zeitschrift für altorientalische und biblische Rechtsgeschichte. Band 9). Harrassowitz, Wiesbaden 2009, S. 421–446. (PDF)
- Lothar Perlitt: Deuteronomium-Studien (= Forschungen zum Alten Testament. Band 8). Mohr (Siebeck), Tübingen 1994, ISBN 3-16-146154-1.
- Hans Ulrich Steymans: Deuteronomium 28 und die adê zur Thronfolgeregelung Asarhaddons: Segen und Fluch im Alten Orient und in Israel (= Orbis biblicus et orientalis. Band 145). Vandenhoeck & Ruprecht, Fribourg / Göttingen 1995, ISBN 3-525-53780-8. (Digitalisat)